# Stadler Tango
Der Stadler Tango ist eine Produktgruppe drei- bis sechsteiliger modularer Stadt- und Straßenbahn-Fahrzeuge des Herstellers Stadler Rail.
Die Stadtbahnfamilie Tango wurde von Stadler Rail aufbauend auf den Be 4/6 der Forchbahn und den gleichzeitig gebauten Be 4/8 der Trogenerbahn sowie den Erfahrungen mit der von Adtranz übernommenen Variobahn entwickelt. Die Fahrzeuge zeichnen sich durch einen variablen Niederfluranteil und echte Drehgestelle aus, die komfortable Laufeigenschaften, einen geringen Wartungsaufwand und eine Höchstgeschwindigkeit bis zu 100 km/h erlauben. Dementsprechend können die Tango auch außerhalb von Städten auf regionalen Strecken eingesetzt werden.

## Geschichte

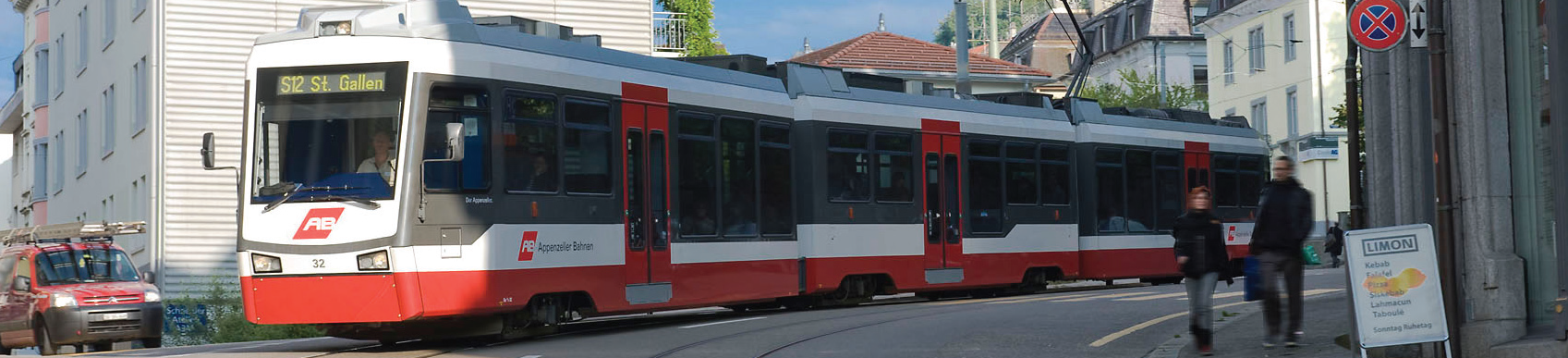
Die Be 4/8 der Appenzeller Bahnen bilden zusammen mit Be 4/6 der Forchbahn die Ahnen der Tango-Straßenbahnwagen.

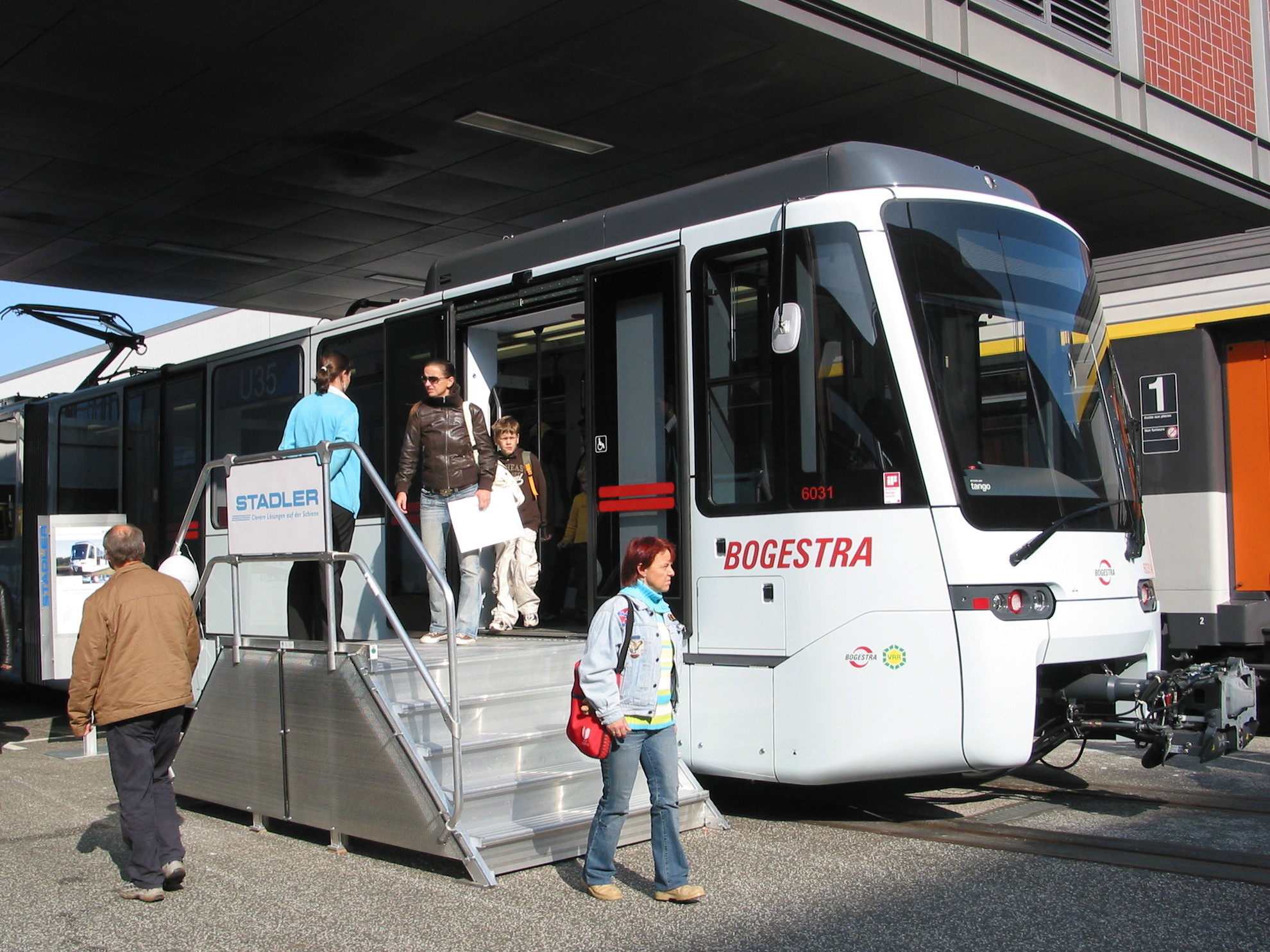
Der neu entwickelte Tango 2008 auf der Innotrans in Berlin.

Von der GTW-Familie ausgehend baute Stadler Rail die Triebzüge Be 4/6 für die Forchbahn und Be 4/8 für die Trogenerbahn – die heute eine Teilstrecke der Appenzeller Bahnen bilden. Die 2004 in Betrieb genommenen Fahrzeuge verkehren in den Innenstädten Zürichs und St. Gallens nach den Regeln des Straßenbahnverkehrs, außerhalb der Städte jedoch auf eigenem Gleiskörper mit erhöhter Oberleitungsspannung als Eisenbahn. Als 2005 die Bochum-Gelsenkirchener Straßenbahnen (Bogestra) sechs normalspurige Hochflurtriebwagen in Auftrag gaben, entwickelte Stadler die Triebzüge der beiden Schweizer Meterspurbahnen weiter zur Straßenbahnfamilie Tango. Dabei kamen beim Tango mit Stromabnehmer, Türen, Steuerungen, Sitzen und Fußboden viele Teile zum Einsatz, die auch in der Variobahn verwendet werden. Von diesem Typ bestellten die Bogestra 30 Exemplare zusammen mit dem Tango.

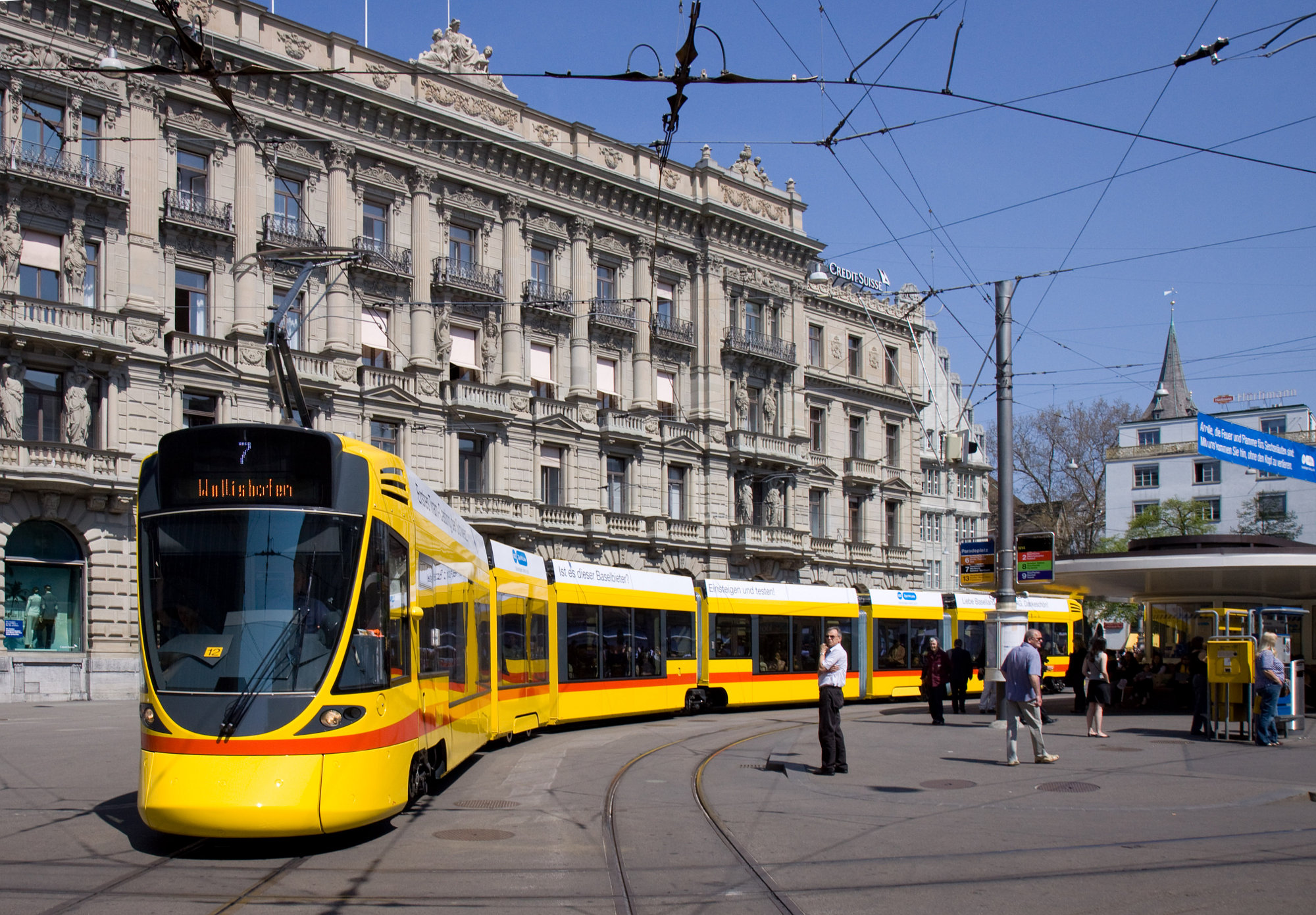
BLT-Tango im April 2009 auf Vorführfahrt auf dem Zürcher Paradeplatz. Die nachfolgende Ausschreibung der VBZ entwickelte sich zur Affäre.

Im Jahr 2006 unterzeichneten die Baselland Transport (BLT) und die Basler Verkehrs-Betriebe (BVB) mit Stadler einen Rahmenvertrag über 52 Meterspur-Tango. Vier Vorserienfahrzeuge wurden auf dem Netz von BLT und BVB 2009 ausgiebig getestet. Danach bestellte die BLT 15 Serienwagen, die BVB stiegen hingegen aus dem Rahmenvertrag aus. Der Tango 154 der BLT weilte im März und April 2009 vor der Lieferung an seinen Eigentümer einige Wochen bei den Verkehrsbetrieben Zürich (VBZ), wo er im Fahrgastbetrieb auf der Linie 7 getestet wurde. Erfahrungen aus dem Versuchsbetrieb und den Fahrgastbefragungen sollten in die Ausschreibung der nächsten Tramgeneration der VBZ einfließen, die ab 2013 die verbliebenen „Mirage“ und die erste Generation des Tram 2000 ersetzen sollten. Nachdem die Zürcher auch Trams anderer Hersteller getestet hatten, entschieden sie sich für vollständig niederflurige Fahrzeuge. Die Bekanntgabe des Vergabeentscheids verzögerte sich und entwickelte sich zur Affäre. Als 2016 Bombardier den Zuschlag erhielt, legten Siemens und Stadler Beschwerde ein, der im Februar 2017 die aufschiebende Wirkung verweigert wurde.
Dagegen konnte Stadler in Genf einen Verkaufserfolg verbuchen, als die Transports publics genevois (TPG) im Januar 2010 32 Tango bestellten, die den Fahrzeugen der BLT sehr ähnlich sind. 2014 wurde bekannt, dass Stadler das Rollmaterial für das geplante Stadtbahnsystem Aarhus in Dänemark liefern kann. Wie bereits in Bochum bestand der Auftrag aus Fahrzeugen der Typen Variobahn und Tango. Für den Betrieb der neuen Durchmesserlinie erhielten die Appenzeller Bahnen im Jahr 2018 elf sechsteilige Zweispannungs-Tango, die im Gegensatz zu den Zügen der BLT und TPG in der Mitte teilbar sind. Die größte Flotte von Tango-Zügen wurde von der Straßenbahn Krakau mit 110 Exemplaren bestellt.
Im Jahr 2016 bekam Stadler von der tschechischen Stadt Ostrava den Auftrag zur Lieferung von 40 Niederflurtrams. Während in tschechischen Medien von Fahrzeugen des für den Russischen Breitspurmarkt entwickelten Typs Metelitsa berichtet wurde, spricht Stadler vom „adaptierten Typ Tango“ und betont die technische Verwandtschaft der beiden Fahrzeugtypen. Bei der Festlegung der Bezeichnung könnten auch politische Gründe eine Rolle gespielt haben.

## Technische Beschreibung
Tango-Straßenbahnwagen sind als Ein- oder Zweirichtungsfahrzeug mit einer Kastenbreite von 2,3 bis 2,65 Meter und einer Längsdruckfestigkeit von 200 bis 600 kN für Normal- oder Meterspur lieferbar. Zunächst wurden die Fahrzeuge komplett hochflurig oder wegen der Triebdrehgestelle mit 60 bis 75 % Niederfluranteil gebaut. 2017 wurden dann vollständige Niederflurfahrzeuge nach Aarhus geliefert. Ein Tango-Triebwagen mit echten Drehgestellen ist im Betrieb wesentlich billiger als vollständig niederflurige Straßenbahnwagen mit nicht ausdrehbaren Laufgestellen mit Losradsätzen.

### Mechanischer Teil

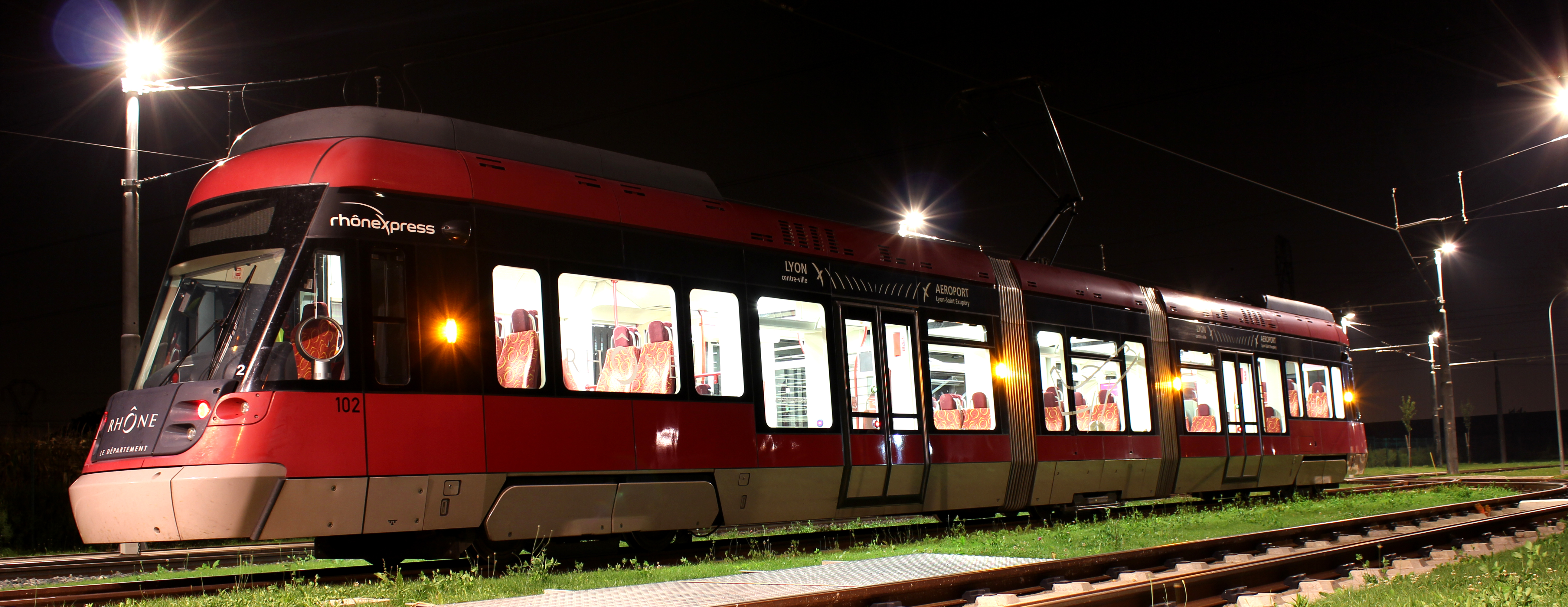
Die beiden äußeren Wagenkästen des Rhônexpress sind auf dem Zwischenmodul aufgesattelt, womit Drehgestelle eingespart werden.

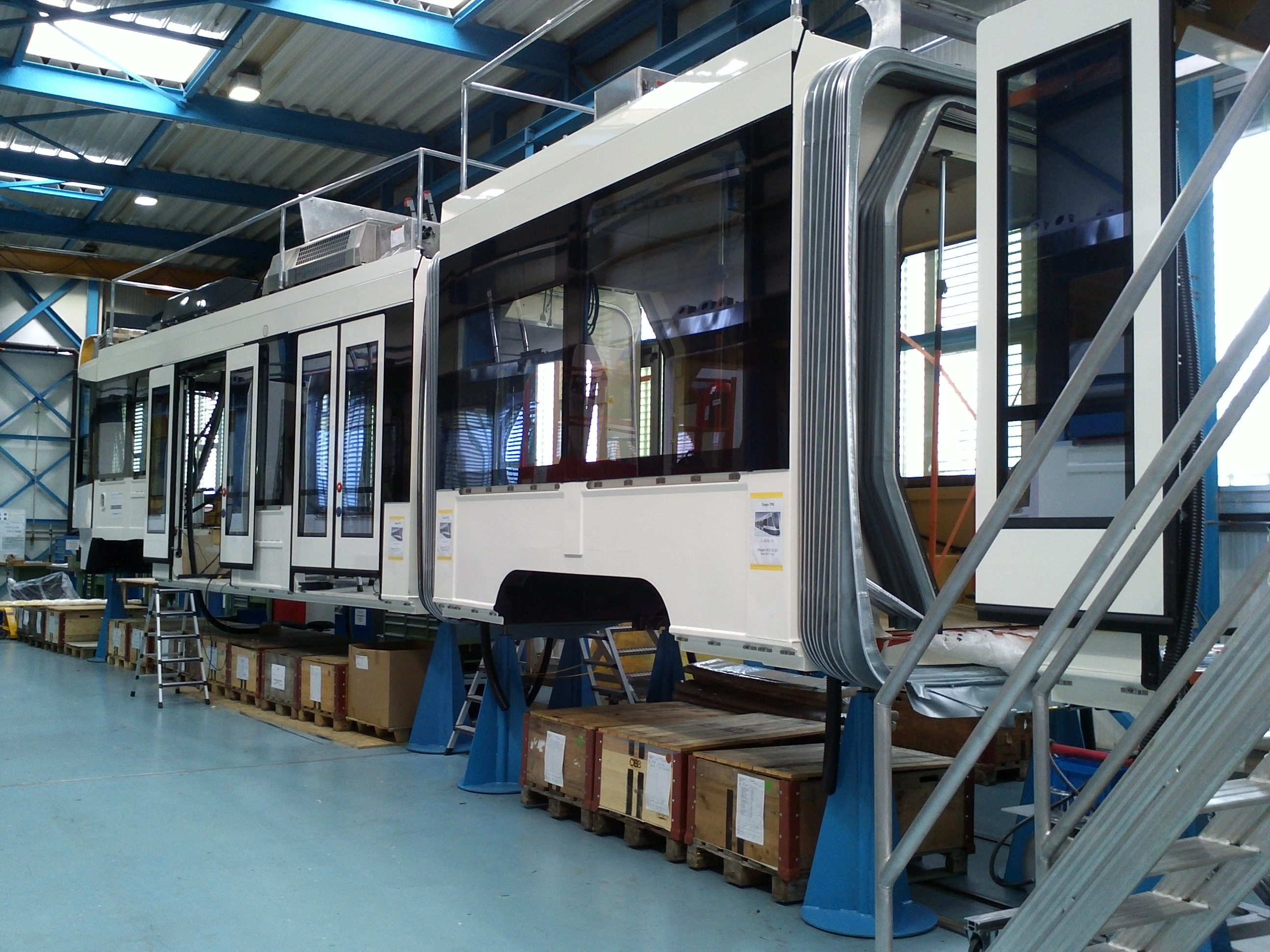
Bau zweier Wagenteile der TPG

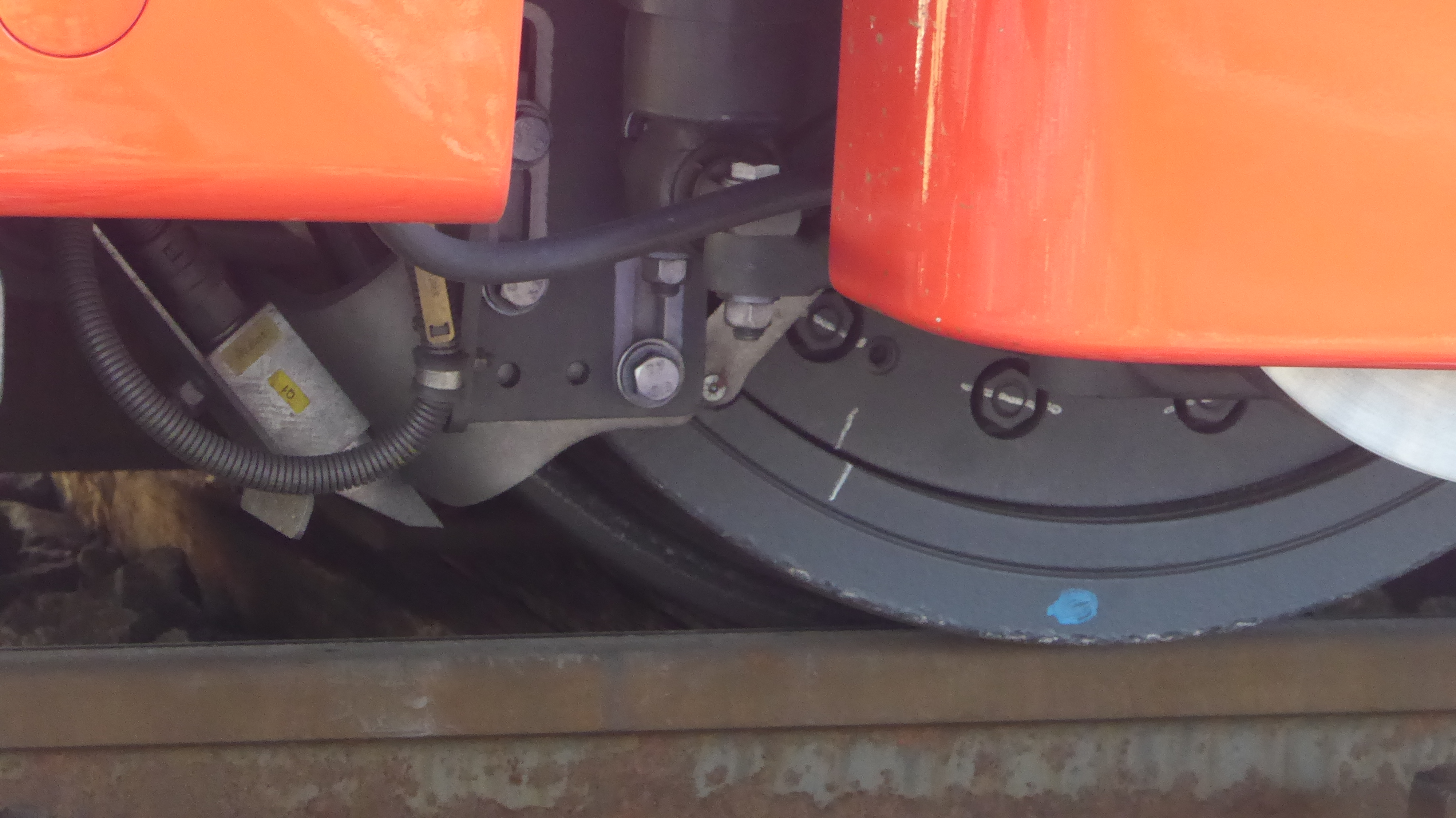
Sandstreuvorrichtung an der führenden Achse eines Tangos der Appenzeller Bahnen

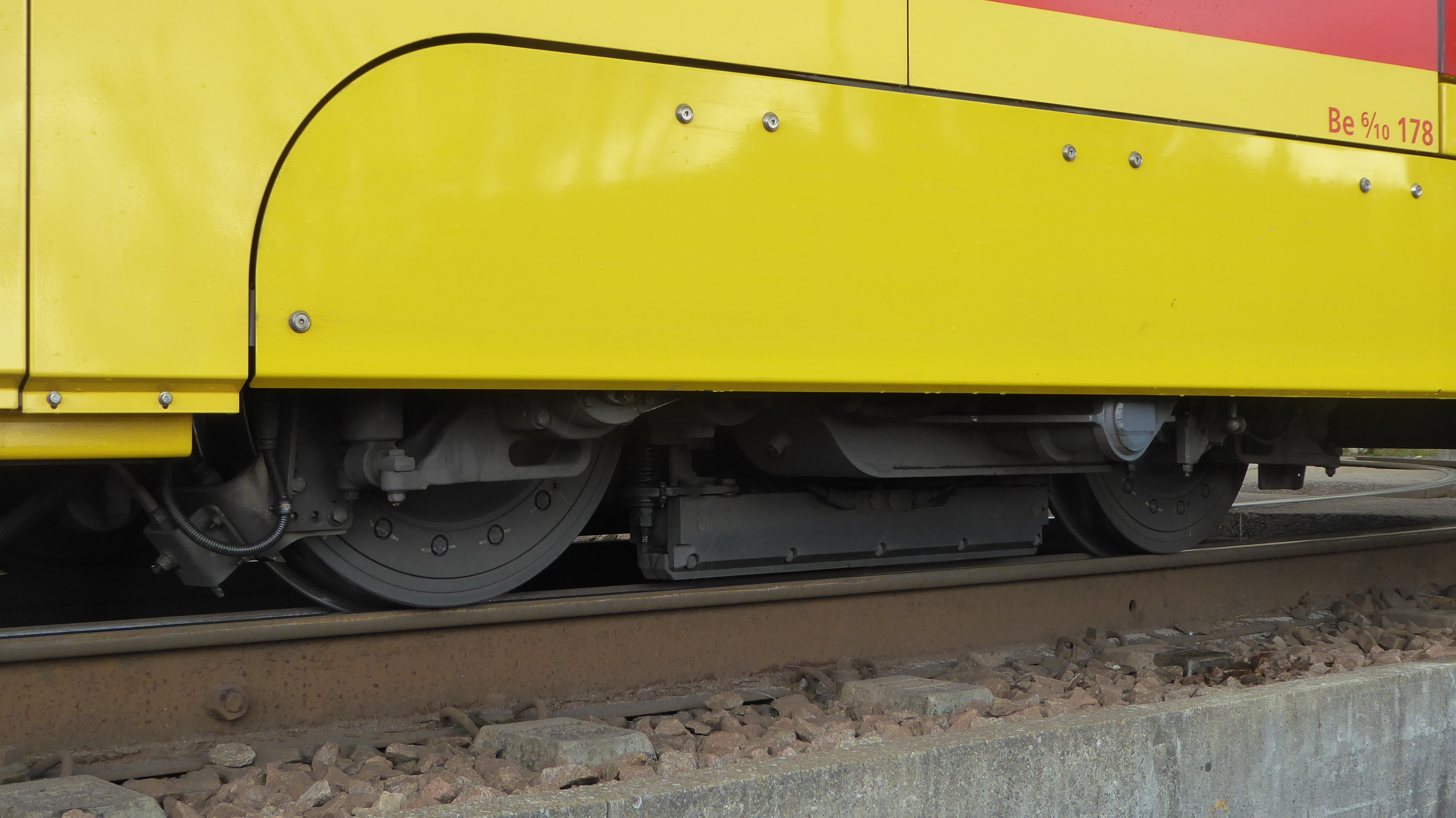
Triebdrehgestell eines Tangos der BLT mit Sandstreuvorrichtung (links) und Magnetschienenbremse

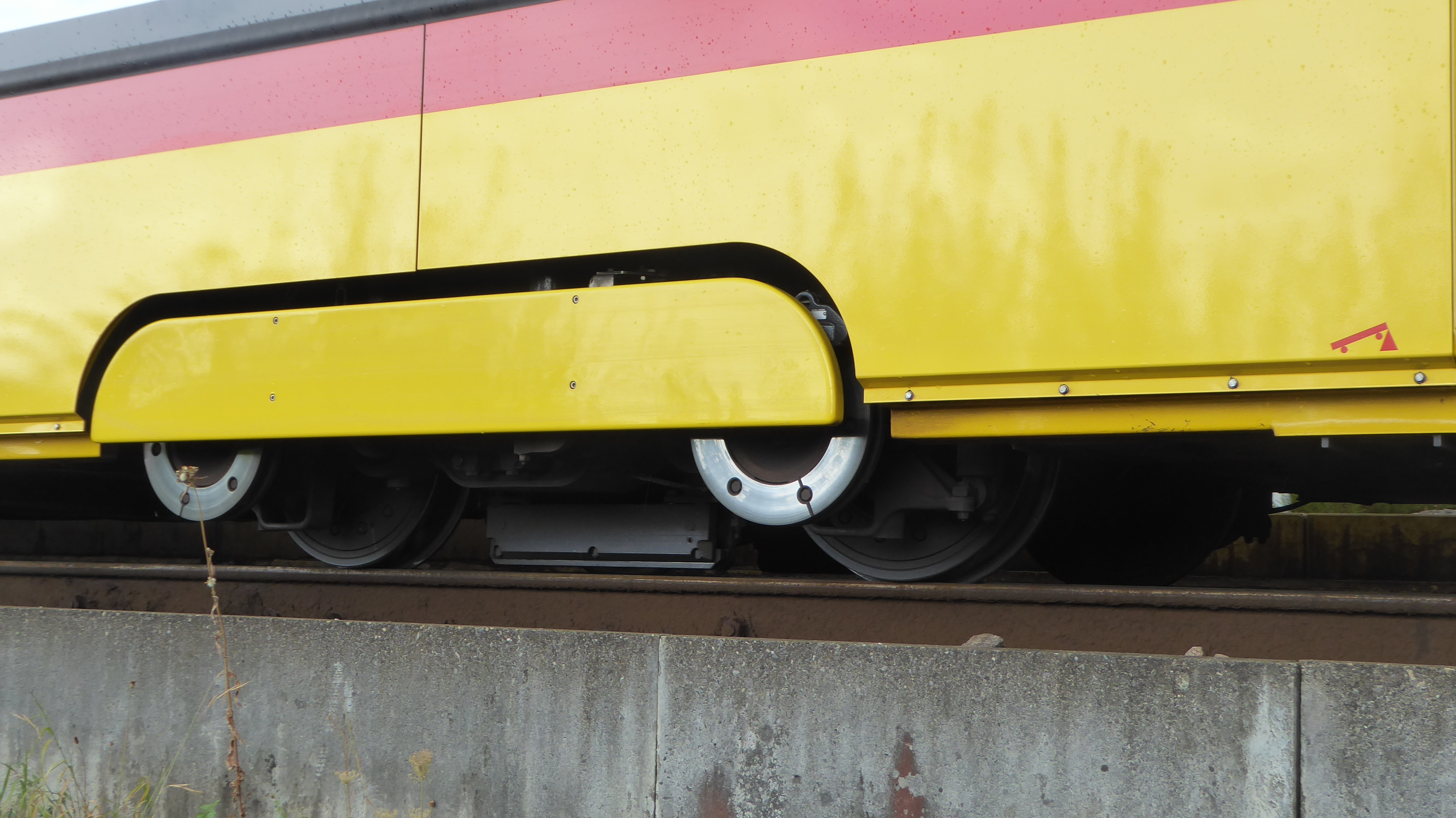
Die außenliegenden Scheibenbremsen erlauben einen niederflurigen Durchgang über das Laufgestell.

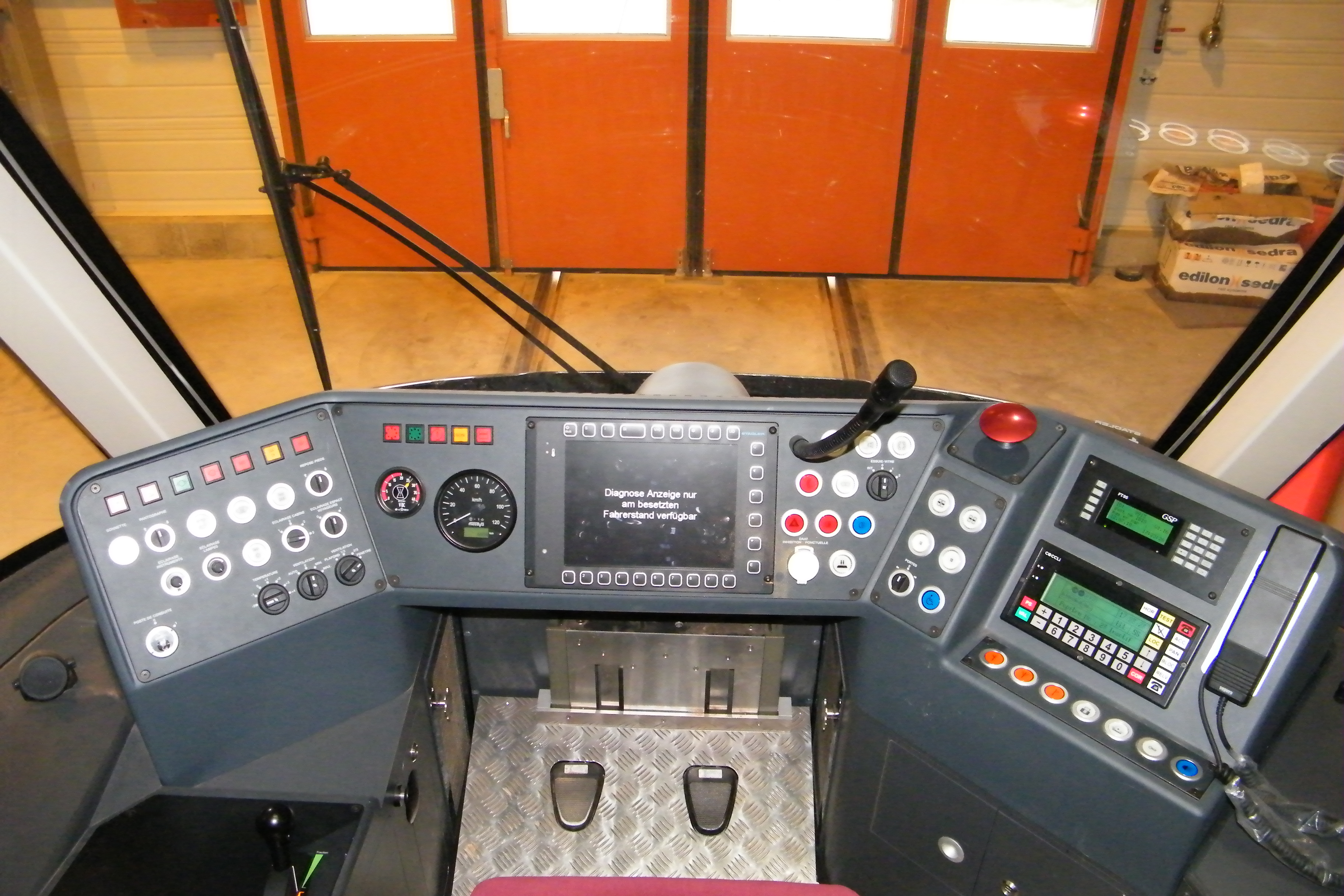
Führerraum in einem Rhônexpress. Um die Zugänglichkeit zu einzelnen Bauteilen zu ermöglichen, kann der Fahrersitz umgeklappt werden.

Die Wagenkästen werden wie bei der Variobahn in Differentialbauweise aus rostfreiem Stahl ausgeführt, ergänzt mit Frästeilen zur Aufnahme der Drehkränze und Gelenke. Die Dachbleche bestehen aus Edelstahl. Die Beplankung mit Aluminiumblechen zwischen den Fenstern und oberhalb des Fensterbandes ist mit einem Luftspalt aufgeklebt, der das äußerste Glied der Isolation bildet. Zur Minimierung des Reparaturaufwands nach Kollisionen mit Straßenfahrzeugen sind die unteren Seitenwandplatten und die Frontschürzen mit Schraubfixierungen befestigt. Die Führerkabine besteht aus einem tragenden Stahlgerippe und einer GFK-Verkleidung. Die Frontschürzen haben eine tief unten vorstehende Form, damit bei einer Kollision der Fußgänger unter seinem Körperschwerpunkt erfasst und hoch oder zur Seite geschleudert wird, um ein Überrollen zu vermeiden. Zur Erfüllung der verschärften Crashnormen erhielten die Kopfstücke der für Genf bestimmten Tangos erstmals eine aufgeschweißte umlaufende Brüstung.
Die Wagenkästen sind wie beim GTW auf den benachbarten Modulen aufgesattelt, womit Masse eingespart und der Niederfluranteil vergrößert wird. Dämpfer zwischen den einzelnen Wagenteilen vermeiden bei höheren Geschwindigkeiten Schlingerbewegungen, halten in Gleisbögen die kurzen Zwischenmodule weitgehend in der Winkelhalbierenden und reduzieren Querbeschleunigungen bei der Bogenein- und -ausfahrt. Querdämpfer dämpfen und begrenzen das Wanken der kurzen Wagenteile, Lemniskatenlenker halten sie bei der Fahrt über Kuppen und durch Wannen in der Winkelhalbierenden. Die sechsteiligen Basler und Genfer Tangos laufen in der Mitte auf einem Jakobs-Triebdrehgestell mit doppeltem Drehkranz, auf dem zwei Mittelmodule aufgesattelt sind.
Der Tango beruht auf diversen Komponenten, die bereits bei den Stadler-eigenen Produktfamilien GTW und Flirt zum Einsatz gekommen sind. Im Unterschied zur Variobahn basiert der Tango auf Drehgestellen mit einem oder zwei Wankstabilisatoren und klassischem H-Rahmen, was zusätzlich zum guten Federungskomfort die Gleise schont. Die Triebdrehgestelle stammen von den Be 4/6 der Forch- und den Be 4/8 der Trogenerbahn und verfügen über Drehkränze. Die Laufdrehgestelle können sich nur wenig auslenken. um einen möglichst großen Niederfluranteil zu erhalten. Sie sind wie die Fahrwerke der GTW-Antriebsmodule mit Flexicoilfedern mit den Kästen der kurzen Zwischenmodule verbunden. Die Sekundärfederung wurde bisher ausschließlich als Luftfederung ausgeführt, obwohl auch der Einsatz von Stahlfedern möglich wäre. An den führenden Drehgestellen ist eine Spurkranzschmieranlage und an den vorauslaufenden Achsen der Triebdrehgestelle eine Sandstreuvorrichtung eingebaut.

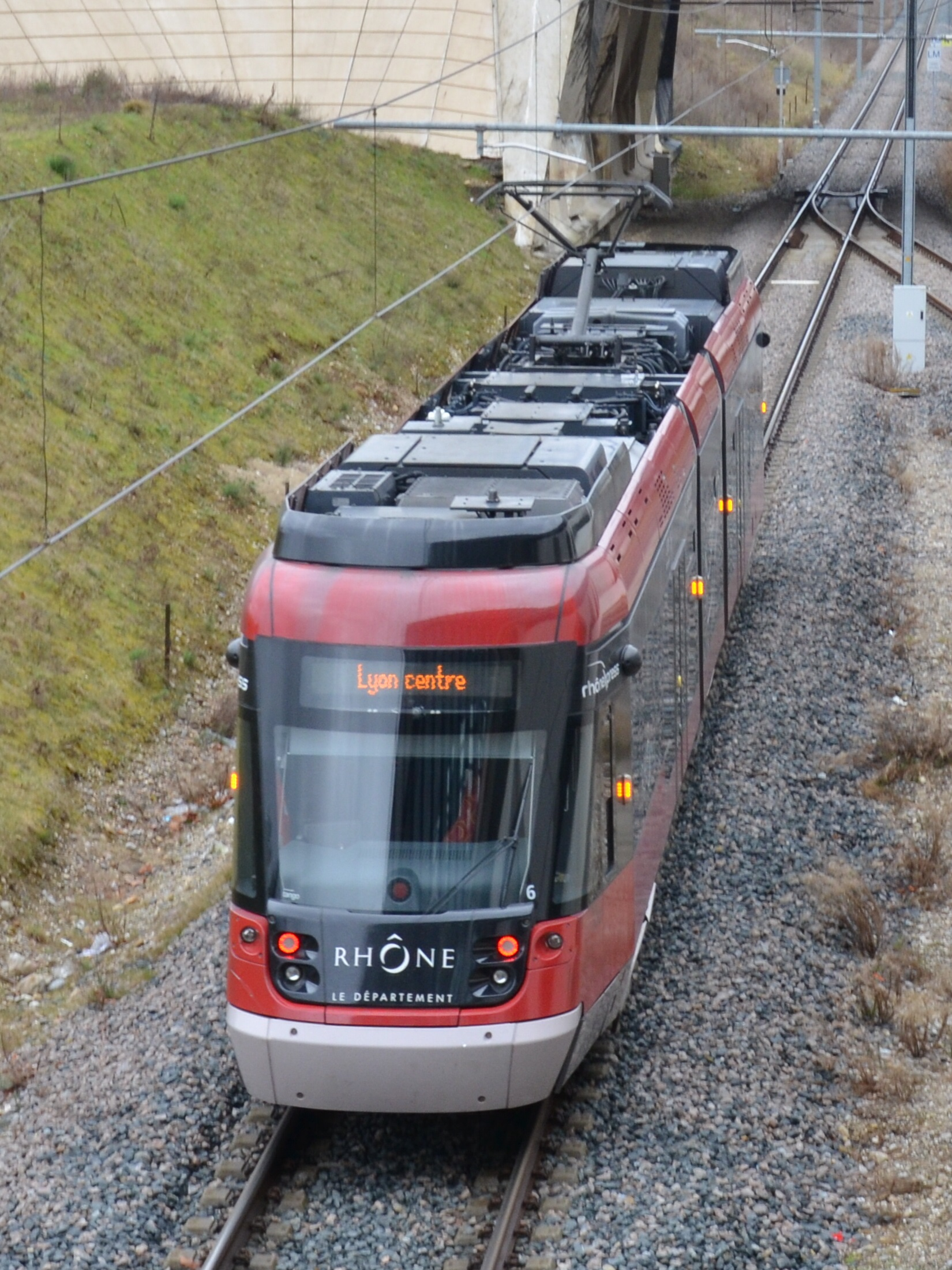
Dachausrüstung des Rhônexpress Nr. 102
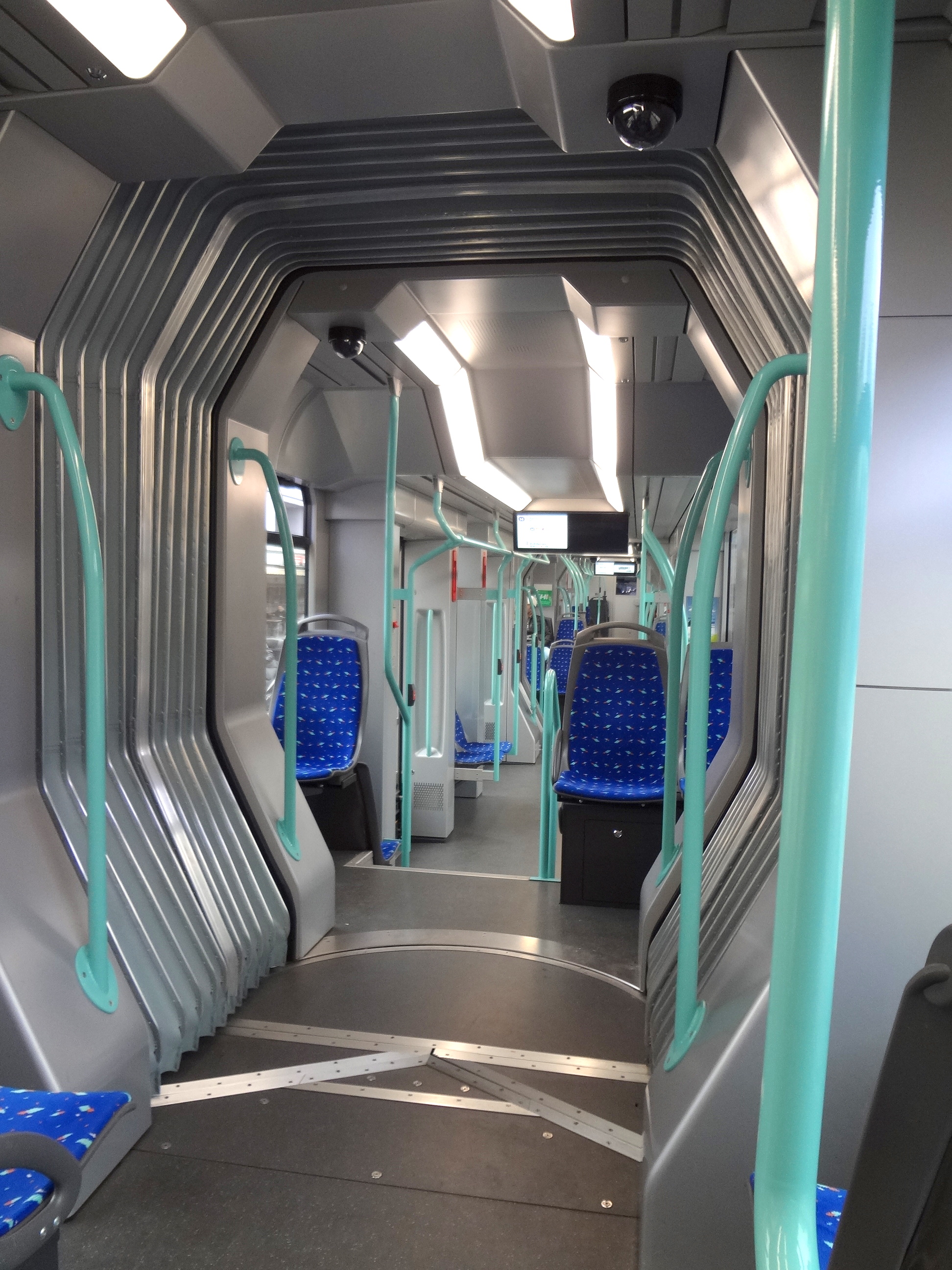
Gelenk in einem TPG-Tango

### Antrieb und Bremsen
Die Stromrichter und die Hilfsbetriebe beruhen auf den gleichen Komponenten wie bei der Variobahn. Jedes Triebdrehgestell verfügt über einen eigenen Traktionsteil mit je einem Wechselrichter für jeden Fahrmotor, was die Kabelführung verkürzt. Die Hohlwellenabstützung der beiden traditionellen Drehstrom-Asynchronmotoren jedes Triebdrehgestells sorgt für gute Federungs- und Fahreigenschaften. Die Leittechnik, die auch die Funktion des Schleuderschutzes und des Gleitschutzes der elektrischen Bremse ausübt, ist redundant ausgeführt. Bei einer Störung übernimmt ein zweites Fahrzeugleitgerät die gesamte Funktion.
Der Tango ist wie die Variobahn mit drei voneinander unabhängigen Bremssystemen ausgestattet. Als Betriebsbremse dient eine elektrische Bremse, die nahezu bis zum Stillstand wirkt. Bei aufnahmefähigem Stromnetz arbeitet sie als Rekuperations- und sonst als Widerstandsbremse. Bei schlechten Adhäsionsverhältnissen kommt zusätzlich die Scheibenbremse der Laufradsätze zum Einsatz, die als Druckluft- oder hydraulisch betätigte Bremse ausgeführt sein kann. Die bei Schnellbremsungen automatisch ausgelöste Magnetschienenbremse kann vom Fahrer auch manuell betätigt werden.

## Betreiber und Einsatzgebiete

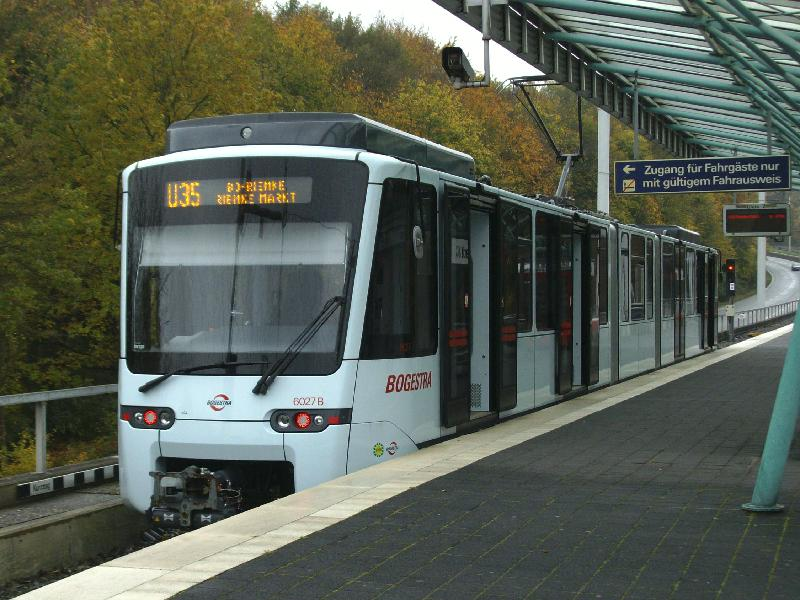
Tango in der Bochumer Haltestelle Hustadt

### Bochum-Gelsenkirchener Straßenbahnen
Die Bochum-Gelsenkirchener Straßenbahnen (Bogestra) bestellten als erster Kunde bei Stadler in Pankow Straßenbahnen vom Typ Tango. Seit 2007 stehen die sechs Zweirichtungsfahrzeuge in Bochum im Einsatz. Die 28 Meter langen Hochflur-Tango verkehren überwiegend in Doppeltraktion auf der Stadtbahnlinie U35, die durchgehend mit Hochbahnsteigen ausgestattet ist und zu 70 % im Tunnel verläuft. Die dreiteiligen Regelspurwagen verfügen über vier Einstiegstüren pro Seite und erreichen eine Geschwindigkeit von 80 km/h. Im Jahr 2021 wurde die zweite Generation geliefert.

### Baselland Transport

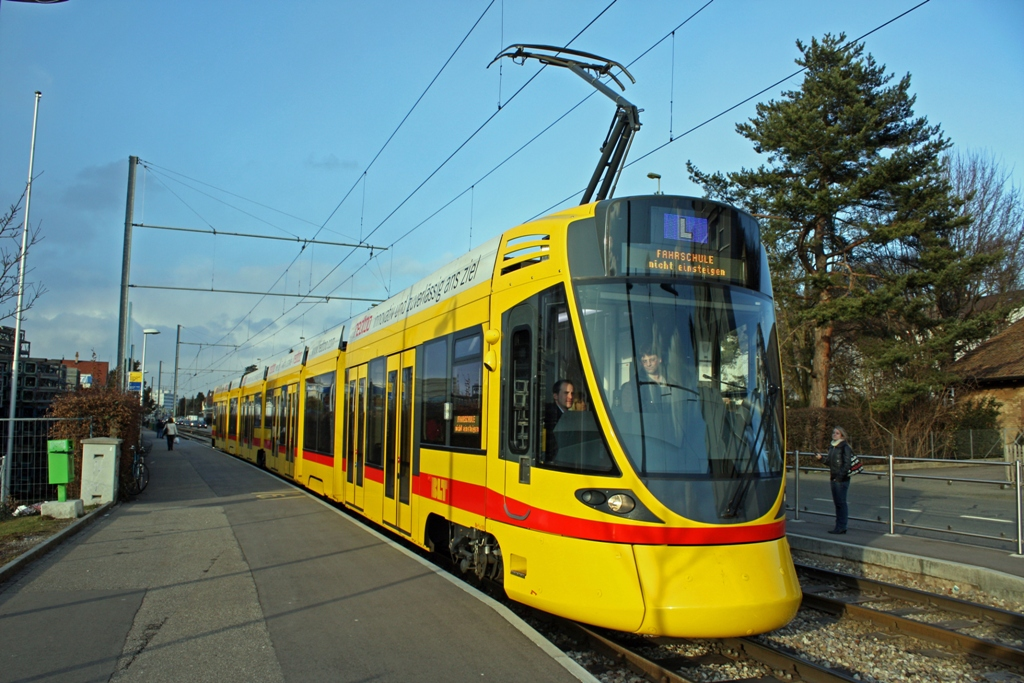
Tango-Prototyp der BLT bei der Haltestelle Batteriestrasse

Nachdem die Baselland Transport (BLT) und die Basler Verkehrs-Betriebe (BVB) mit Stadler Rail im Jahr 2006 einen Rahmenvertrag für die Lieferung von bis zu 60 Tango abgeschlossen hatten, erhielten die BLT vier Vorserienfahrzeuge Be 6/10 151–154, die im Jahr 2008 auf dem Netz der BLT und BVB ausgiebig getestet wurden.  Das meterspurige Tramnetz in Basel ist durch enge Gleisbögen mit bis zu 11,8 Meter Radius, Steigungen bis 80 ‰ und sehr starke Verwindungen gekennzeichnet. An der Peripherie existieren lange Überlandabschnitte mit eigenem Gleiskörper. Vom 11. bis 14. November 2009 präsentierte Stadler den Be 4/6 154 auf der Verkehrsfachmesse Suissetraffic in Bern den Messebesuchern. Ende November 2009 gab der Verwaltungsrat der BLT aufgrund des zufriedenstellenden Verlaufs des Testprogramms die Bestellung von 15 Serienfahrzeugen frei. Das Auftragsvolumen dieses ersten Hauptloses belief sich auf 74 Millionen Franken. Die Fahrzeuge wurden zwischen Sommer 2011 und 2012 ausgeliefert.
Nachdem im Februar des Jahres 2010 eine BVB-eigene Fahrgastumfrage in Auftrag gegeben worden war, hatte der Verwaltungsrat der BVB am 12. Mai 2010 den Ausstieg aus der gemeinsam mit der BLT aufgegleisten Rollmaterialbeschaffung bekanntgegeben. Die wahren Hintergründe der BVB für den Verzicht auf den Kauf der vorgesehenen 20 Tango blieben im Dunkeln. Die Kritik der BVB am Tango wurde nach dem Einsetzen eines neuen Verwaltungsratspräsidenten öffentlich wahrgenommen. Derweil nahmen die BLT nach einer Kundenumfrage Verbesserungen im Fahrgastbereich ihrer Tango vor. In technischer und betrieblicher Hinsicht erfüllen hingegen die sehr zuverlässigen Tango die Anforderungen der BLT. Im Juni 2013 bestellten die BLT ein zweites Los von 19 Tango, die von März 2015 bis September 2016 ausgeliefert wurden. Die Fahrzeuge der zweiten Serie unterscheiden sich nur in Details von den Vorgängern. So musste die Frontpartie den neuen Crashvorschriften angepasst werden.

### Rhônexpress Lyon

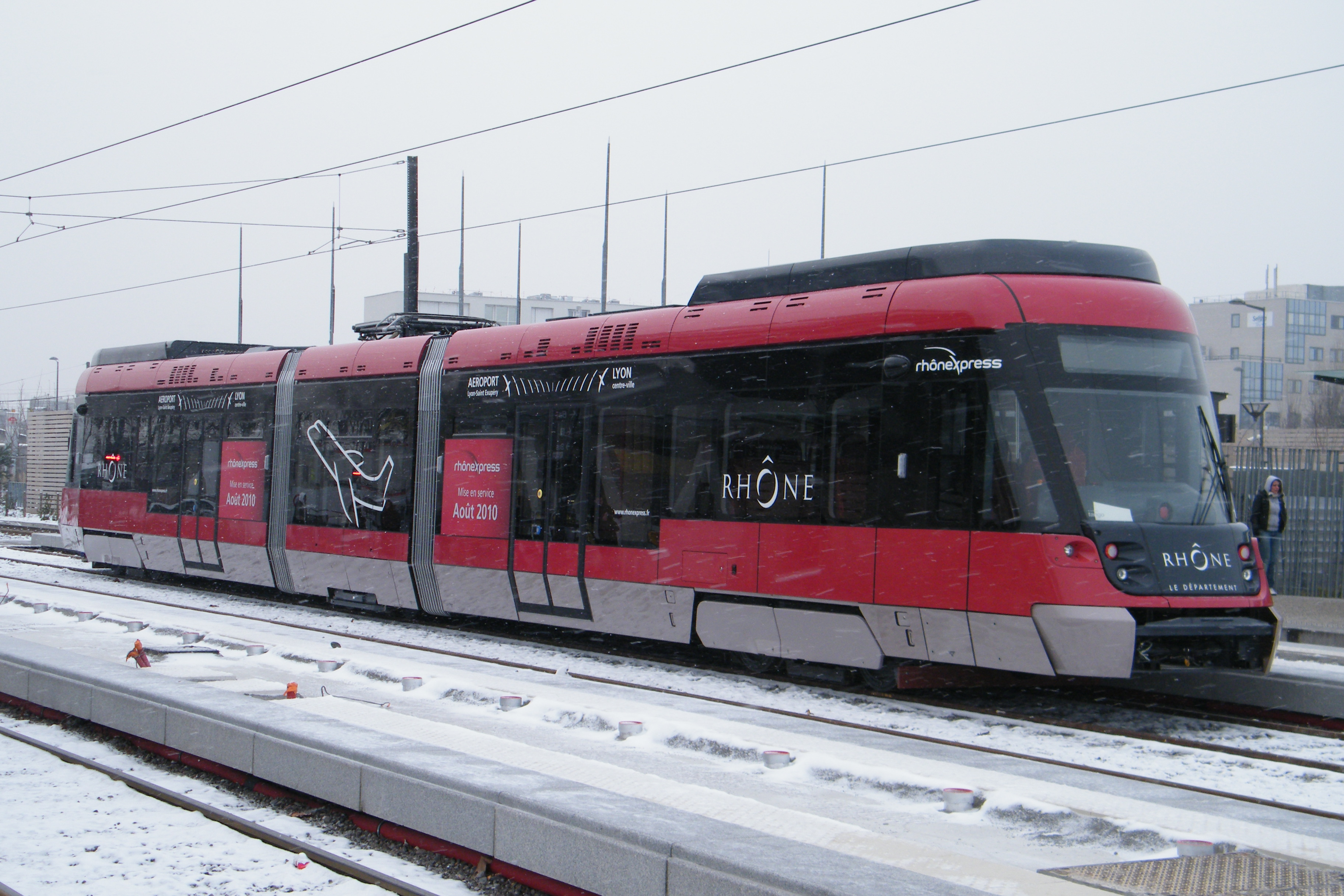
Tango des Rhônexpress in der Station Vaulx-en-Velin La Soie

Im April 2007 bestellte das Konsortium Rhônexpress sechs Zweirichtungs-Tango mit 70 Prozent Niederfluranteil, die seit dem 9. August 2010 im Auftrag des Départements Rhône die Strecke vom Bahnhof Part-Dieu zum Flughafen Lyon Saint-Exupéry bedienen. Die normalspurigen Flughafen-Shuttle verfügen über eine komfortable Ausstattung, sind klimatisiert und erreichen eine Spitzengeschwindigkeit von 100 km/h. Um den Fahrgästen auf der rund 25 Minuten dauernden Fahrt einen hohen Sitzkomfort anbieten zu können, wurde ein spezieller Sitz entwickelt.

### Transports publics genevois (Genf)

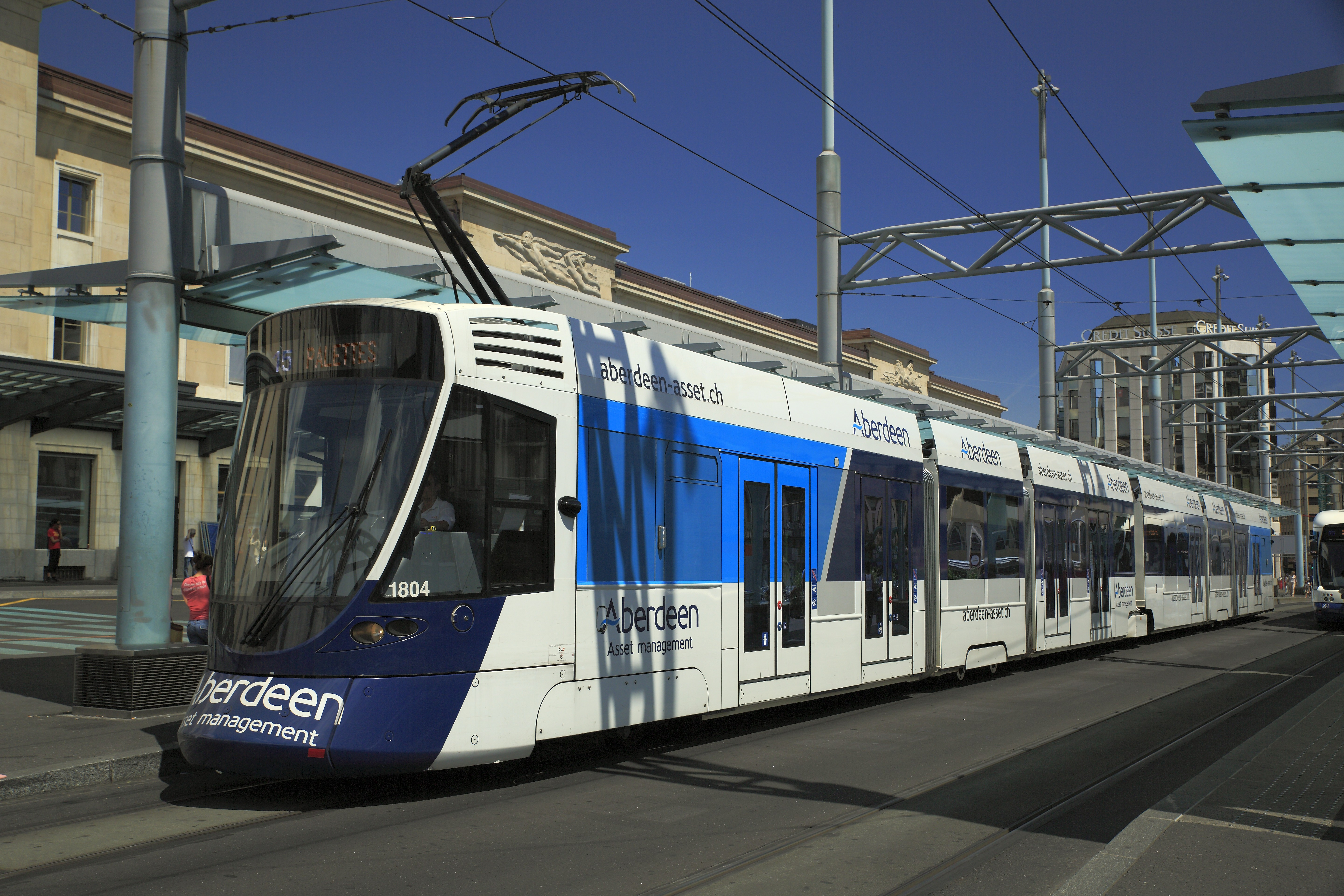
Be 6/10 1804 (mit Werbebemalung) der TPG am Bahnhof Genève Cornavin, Juni 2014

Im Dezember 2010 bestellten die Transports publics genevois (TPG) bei Stadler 32 Straßenbahnen des Typs Tango, die den Fahrzeugen der BLT sehr ähnlich sind.  Darüber hinaus wurden zwei Optionen über weitere 14 respektive 10 Fahrzeuge vereinbart, die im weiteren Verlauf des Tramnetz-Ausbaus benötigt werden. Im Gegensatz zu den Basler Zügen sind die Genfer Tango Zweirichtungsfahrzeuge mit nur fünf Gelenken und 44 Metern Länge. Zweirichtungsfahrzeuge mit beiderseitigen Türen sind im Genfer Tramnetz für die Strecken nach Meyrin und zum CERN erforderlich, weil diese keine Wendeschleifen und einige Haltestellen mit Mittelbahnsteigen aufweisen. Anders als zunächst geplant erhielten die Be 6/10 sieben statt sechs Außentüren auf jeder Seite. Zur Überbrückung des großen Abstands zwischen Fahrzeug und Bahnsteig kommen ähnliche Klapptritte wie bei den Fahrzeugen der Forch- und Trogenerbahn zum Einsatz.
Der Kauf der teilweise niederflurigen Tango ist bemerkenswert, nachdem die TPG vorher 39 vollständig niederflurige Cityrunner gekauft hatten. Im erweiterten Genfer Straßenbahnnetz entstanden viele Abschnitte mit Eigentrasse und langen Haltestellenabständen, wo der Einsatz von luftgefederten Drehgestellen vorteilhaft ist. Zudem soll das Genfer Tramnetz über die Grenze nach Frankreich verlängert werden. Am 16. September 2011 wurde das erste Exemplar der aus 19 Exemplaren bestehenden ersten Lieferserie nach Genf geliefert, die für die Netzerweiterung Gare Cornavin–Onex–Bernex und für die Abdeckung von Nachfragesteigerungen benötigt wurden. Im Oktober 2016 erhielten die TPG mit dem Be 6/10 1820 das erste Fahrzeug der zweiten, 13 Fahrzeuge umfassenden Serie.

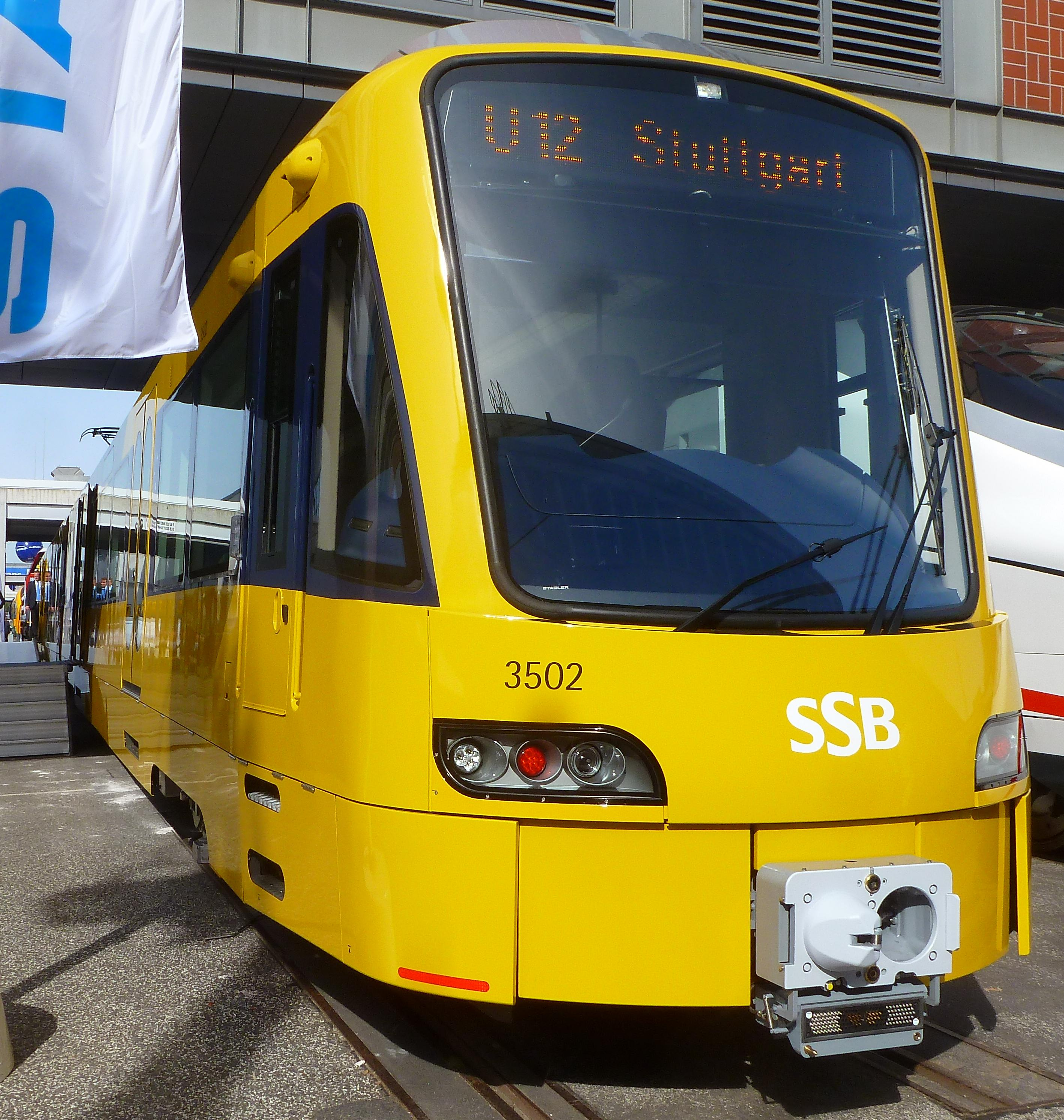
DT 8.12 der Stuttgarter Straßenbahnen an der InnoTrans

Ab Juli 2012 setzten die TPG einen Tango mit Supercaps ein, die die beim Bremsen gewonnene Energie speichert und beim Anfahren wieder abgibt. Zudem kann das Fahrzeug bei einem Stromausfall einige hundert Meter ohne Strom aus der Oberleitung zurücklegen. Die TPG und Stadler wollten testen, ob sich mit den auf dem Dach untergebrachten, rund eine Tonne schweren Kondensatoren eine Energieersparnis erzielen lässt. 2019 bestellte die TPG mittels Optionseinlösung neun weitere Tangos.

### Stuttgarter Straßenbahnen
Im Dezember 2009 bestellten die Stuttgarter Straßenbahnen (SSB) bei Stadler Pankow zwanzig zweiteilige Stadtbahnzüge für 77 Millionen Euro, die auf der Tango-Familie basieren und den üblichen Stuttgarter Stadtbahnwagen DT 8 entsprechen. Die normalspurigen Zweirichtungsfahrzeuge wurden ab Dezember 2012 ausgeliefert. Im Juni 2013 lösten die SSB eine Option für 20 weitere Fahrzeuge ein, die von November 2016 bis Ende 2017 abgeliefert wurden. Im September 2017 wurde eine dritte Tranche über 20 Stadtbahnwagen abgerufen. Die DT 8 erreichen eine Höchstgeschwindigkeit von 80 km/h. Der Innenraum der Hochflurfahrzeuge wirkt dank der Wagenbreite von 2,65 Metern großzügig und hell.
→ siehe auch: Abschnitt DT 8.12/8.14/8.15 im Artikel SSB DT 8

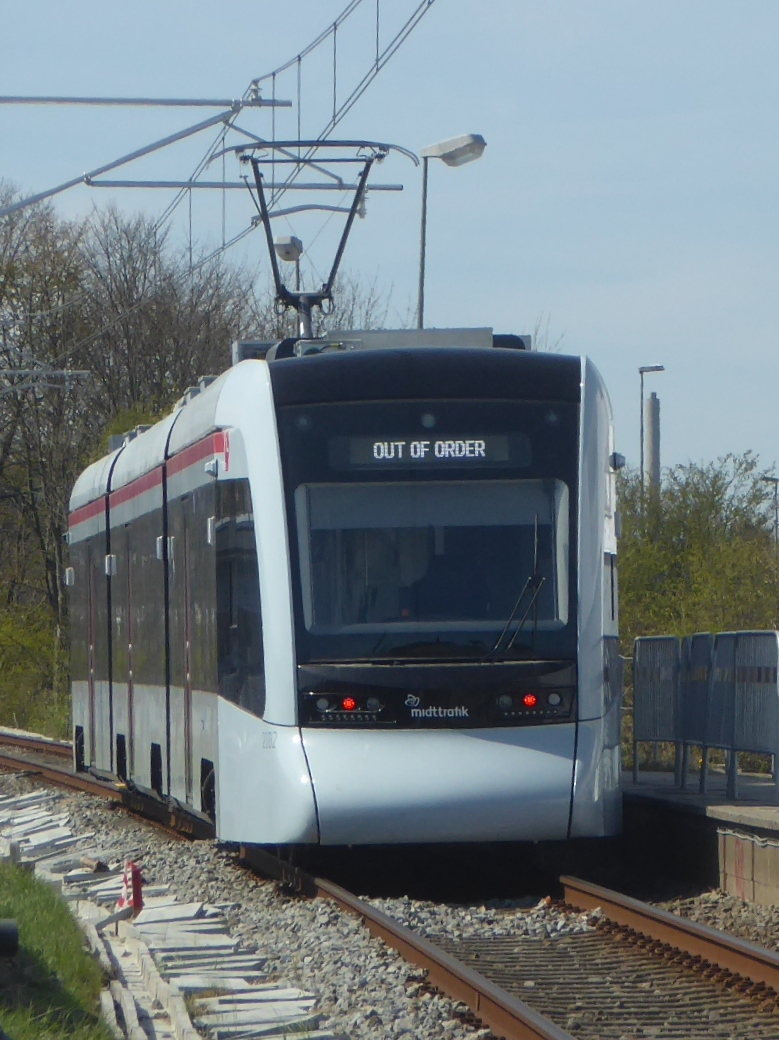
Tango der Aarhus Letbane

Im Oktober 2022 bestellten die SSB 40 Fahrzeuge der Baureihe DT 8.16, die die 40 ältesten Stadtbahnfahrzeuge der Serie DT 8.4 ersetzen sollen. Im Februar 2024 wurde die Option auf 30 weitere Fahrzeuge eingelöst.
→ siehe auch: Abschnitt DT 8.16 im Artikel SSB DT 8

### Aarhus Letbane

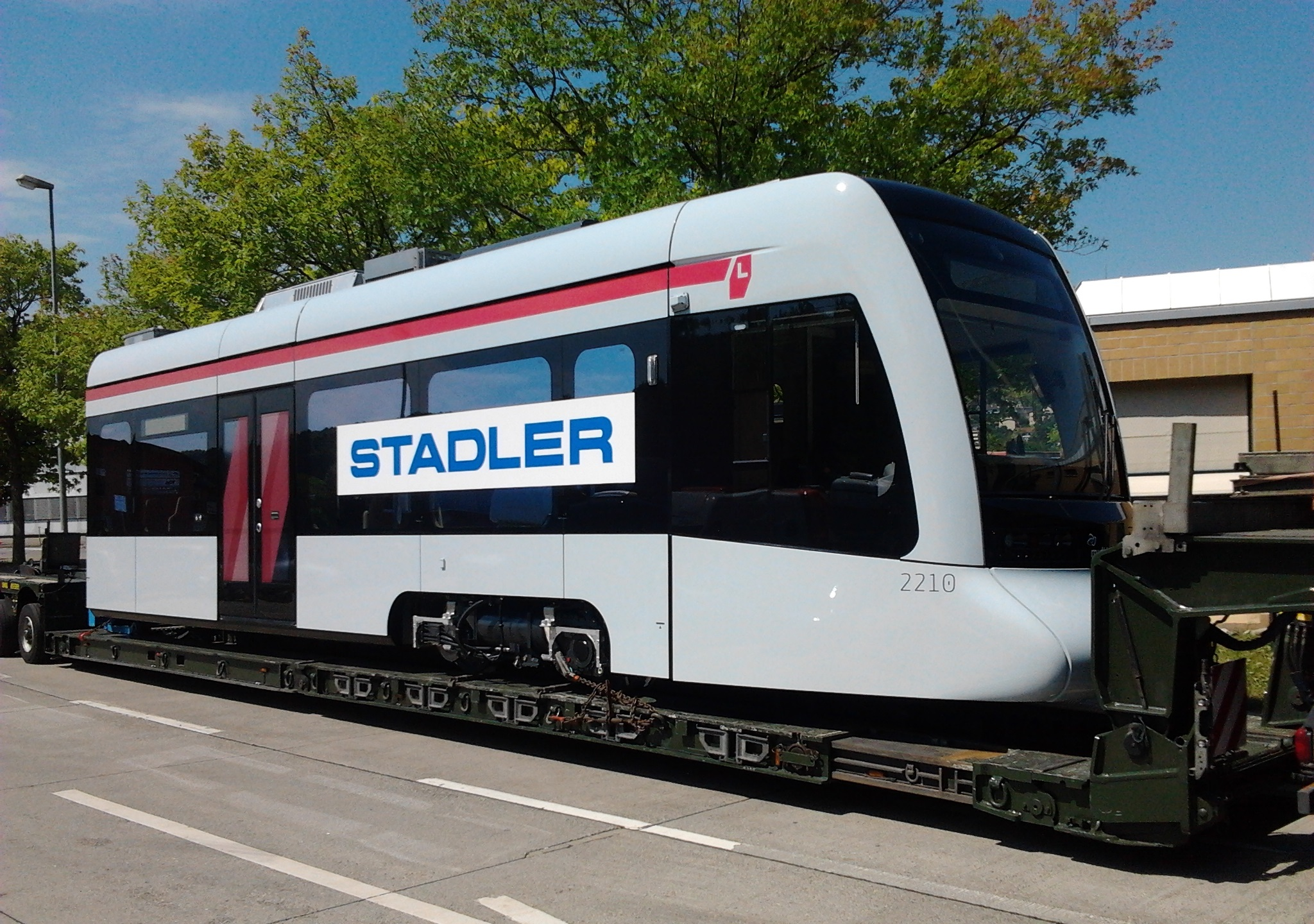
Tango auf dem Weg nach Aarhus. Am Drehgestell sind die außenliegenden Antriebe erkennbar.

Für den Betrieb der im Dezember 2017 eröffneten Stadtbahn Aarhus Letbane in Dänemark lieferte Stadler 14 Fahrzeuge des Typs Variobahn und 12 dreiteilige Tango. Die Tango-Züge verkehren vor allem auf der Linie L1, die vom Bahnhof Aarhus H nach Grenaa im Nordosten führt. Die Grenaabanen genannte Strecke wurde 1999 Bestandteil der Nærbane und für die Einführung der Stadtbahn umgebaut und elektrifiziert. Die Tango bedienen auch Kurse der L2 nach Odder. Im Stadtzentrum werden dagegen zum Großteil die Variobahnen eingesetzt.
Die normalspurigen Zweirichtungsfahrzeuge mit einer Höchstgeschwindigkeit von 100 km/h tragen den speziellen Ansprüchen in Aarhus Rechnung, die sich durch die Kombination von Überlandstrecke und innerstädtischem Betrieb im historischen Stadtzentrum ergeben. Durch tiefgelegte Drehkränze und der außen an den Drehgestellen angeordneten Antriebe konnte erstmals bei einem Tango ein Niederfluranteil von 100 Prozent erreicht werden. Die Tango sind rund 40 Meter lang, 3,65 Meter hoch und 2,65 Meter breit. Sie verfügen über 96 Sitze und 12 Klappsitze.
Damit das Rollmaterial der Aarhus Letbane ein einheitliches Erscheinungsbild aufweist, erhielten die Tango neue Stirnfornten, die denen der Variobahnwagen ähneln. Die graue Außenlackierung mit einem Hauch von Blau spiegelt die Nähe der Stadtbahn Aarhus zum Meer wider.

### Ostrava
Im Jahr 2016 bekam Stadler von der tschechischen Stadt Ostrava den Auftrag zur Lieferung von 40 zweiteiligen normalspurigen Niederflurtriebwagen. Während Stadler vom „adaptierten Typ Tango“ spricht und die technische Verwandtschaft der beiden Fahrzeugtypen betont, wurde in tschechischen Medien von Fahrzeugen des für den Russischen Breitspurmarkt entwickelten Typs Metelitsa berichtet. Bei der Festlegung der Bezeichnung könnten auch politische Gründe eine Rolle gespielt haben.

### Appenzeller Bahnen

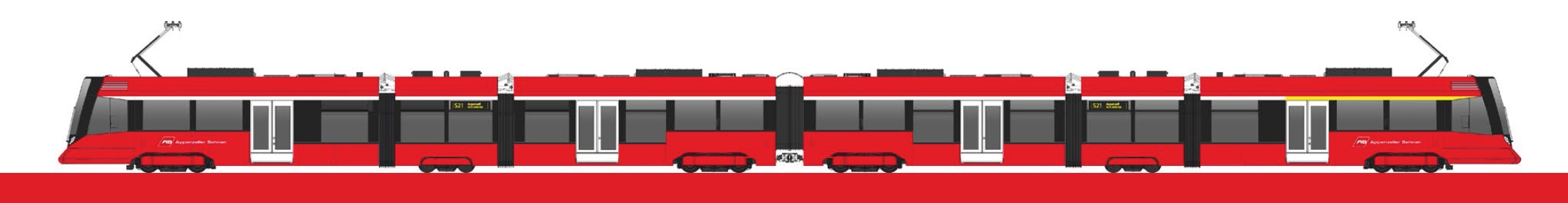
Typenskizze ABe 8/12 der Appenzeller Bahnen

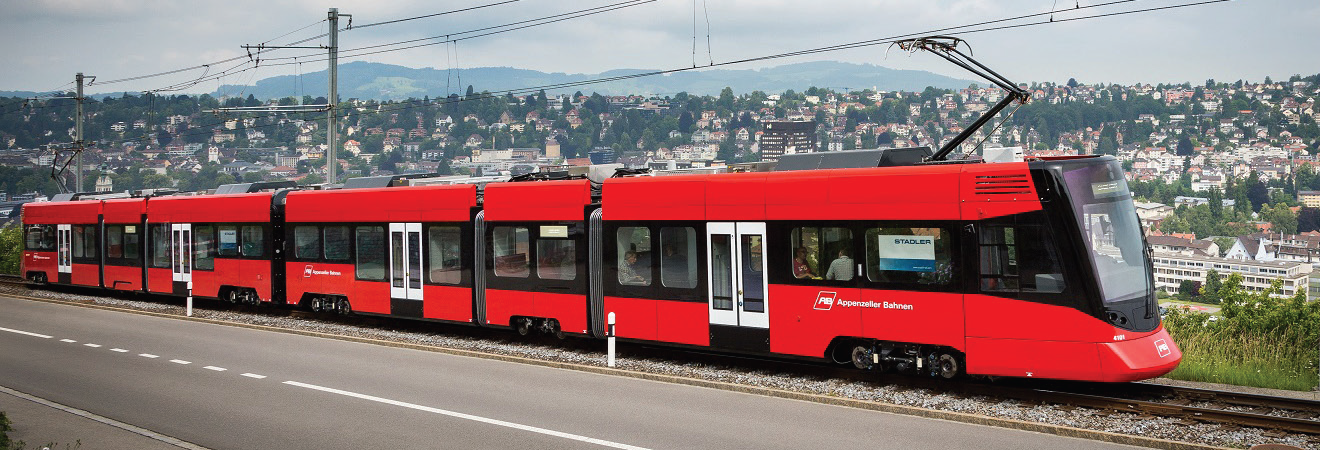
Tango ABe 8/12 der Appenzeller Bahnen (AB)

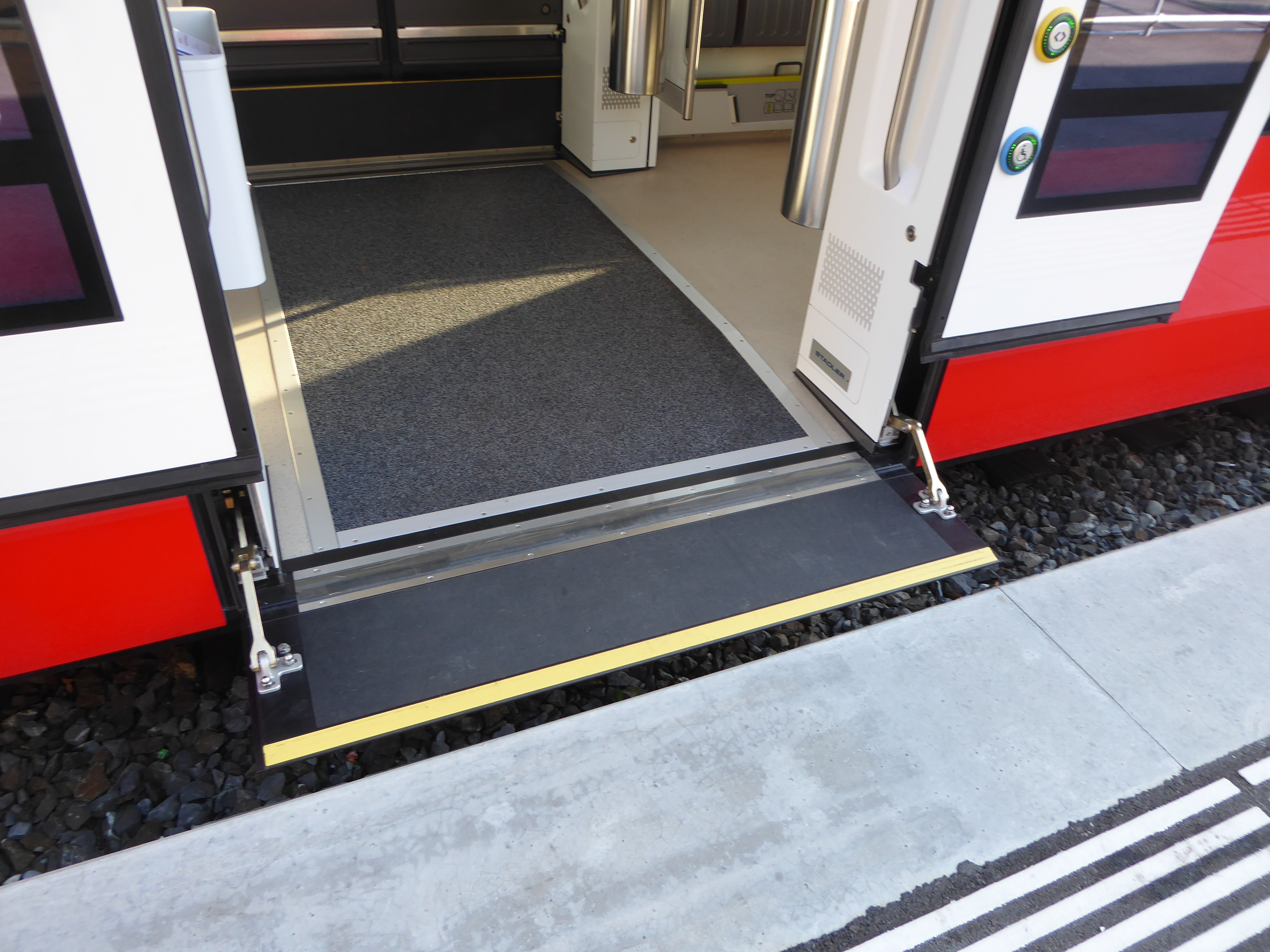
35 Zentimeter breiter Klapptritt

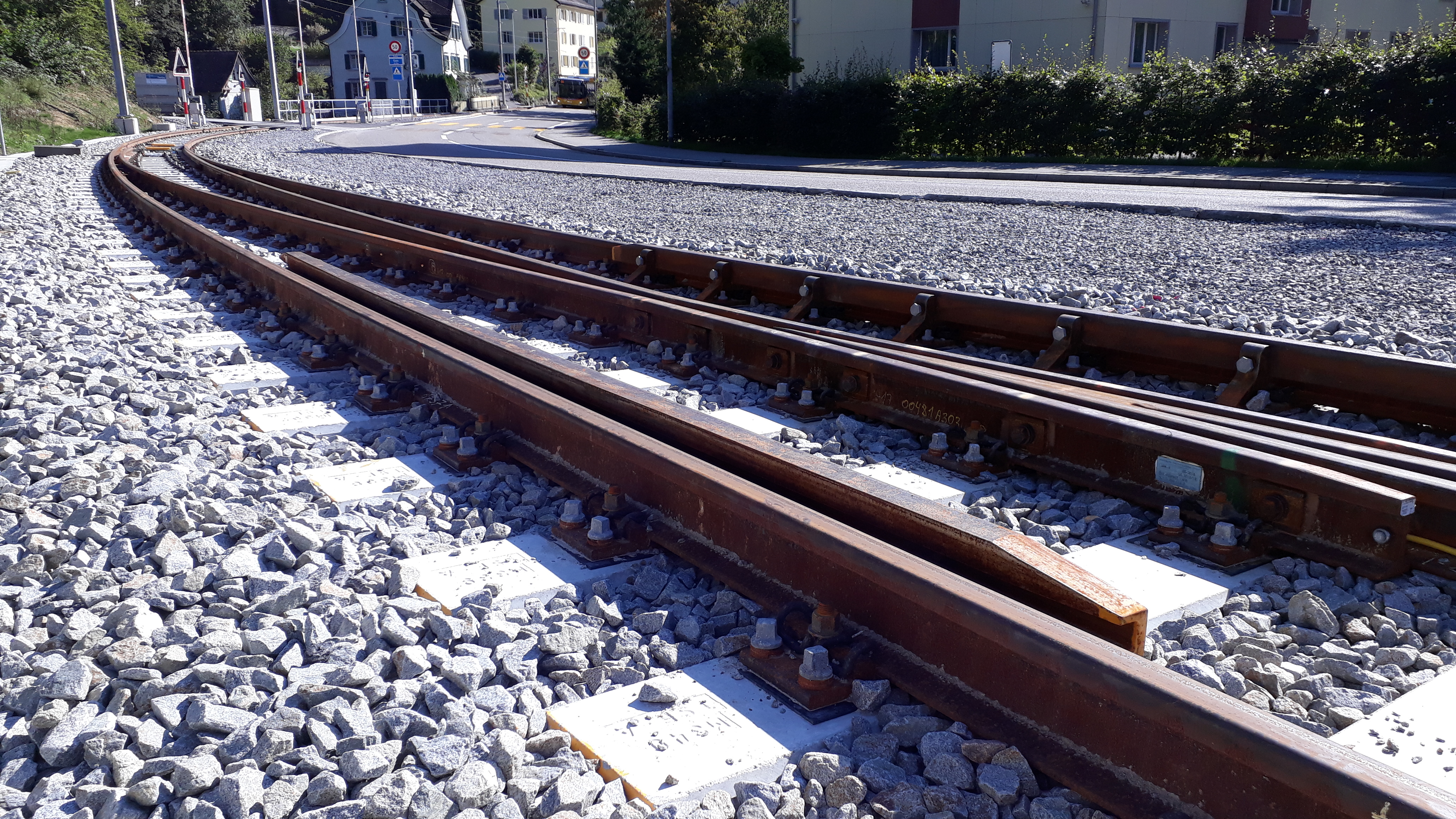
Überhöhter Radlenker in der Dienststation Liebegg auf der SGA-Strecke

Für die 2018 eröffnete Durchmesserlinie Appenzell–St. Gallen–Trogen beschafften die Appenzeller Bahnen (AB) für 84 Millionen Franken elf ABe 8/12, die auf dem Konzept der Straßenbahnfamilie Tango beruhen, aber den Komfort von Eisenbahnfahrzeugen bieten. Für den Einsatz bei den AB wertete Stadler Rail den Tango von Stadt- zu Überlandbahnwagen auf. Die Züge verfügen über eine größere Crashsicherheit für den innerstädtischen Verkehr und den Überlandbetrieb sowie 10 Zentimeter breitere Wagenkästen als ihre Vorgänger und ein Abteil erster Klasse. Das Lichtraumprofil der 2,40 Meter breiten Wagenkästen und die 7,70 Meter Abstand zwischen dem Drehpunkt des Endwagen-Drehgestells und dessen Fahrzeuggelenk richten sich nach den Parametern der Trogenerbahn (TB); auf der Strecke St. Gallen–Gais–Appenzell (SGA) wären 2,65 Meter Breite zulässig. Die Oberleitungsspannung der TB wurde mit der Eröffnung der Durchmesserlinie auf 1500 Volt Gleichspannung wie bei der SGA umgestellt, aber im Innenstadtbereich St. Gallens blieb die Spannung von 600 Volt mit Rücksicht auf die Kreuzungen mit den Trolleybussen der VBSG bestehen, so dass die ABe 8/12 als Zweispannungsfahrzeuge ausgelegt sind. Weil das horizontale Spaltmaß bei einzelnen Haltestellen die Norm überschreitet, musste ein neuer Klapptritt mit 35 Zentimeter Breite entwickelt werden. Der 80 ‰ steile Ruckhaldetunnel machte die Überarbeitung des Bremskonzepts notwendig.
Um die Tango-Züge auf der SGA-Strecke einsetzen zu können, mussten dort bei allen Weichen die Radlenker erhöht werden. Wegen der unterschiedlichen Radlenkerüberhöhungen – bei der SGA betragen sie 30, bei der TB 0 Millimeter – werden Radreifenprofile wie beim Karlsruher Modell verwendet. Weil dieses Profil mindestens jährlich eine Reprofilierung erfordert, schafften die AB eine Radsatzdrehbank an. Die Tango der AB sind gegenüber von denen in Basel und Genf für eine Längsdruckfestigkeit von 400 statt 200 kN ausgelegt. Die Zweirichtungsfahrzeuge verfügen über Türen auf beiden Seiten sowie ein zusätzliches Triebdrehgestell und sind in der Mitte trennbar. Sie bestehen aus den eigenständigen Halbzügen Be 4/6 4001–4011 und ABe 4/6 4101–4111, wobei sich die erste Klasse auf der Seite Trogen befindet. Zum Einsatz kommen die Halbzüge immer paarweise, aber für den Unterhalt können die Kompositionen geteilt werden, wovon sich die AB Vorteile beim Unterhalt versprechen. Auf den Einbau von Toiletten hingegen verzichteten die AB. Die 2,40 Meter breiten Fahrzeuge sind für ein behindertengerechtes WC zu schmal.
In den ersten Monaten nach der Inbetriebnahme der ABe 8/12 kam es zu mehreren Betriebsunterbrüchen wegen den neuen Triebzügen. Vom 19. bis zum 26. Oktober 2018 erfolgte der Verkehr zwischen St. Gallen und Appenzell mit Ersatzbussen, weil an vier der damals sieben abgelieferten Tango-Züge eine erhöhte Abnutzung der Radsätze festgestellt wurde. Grund für den übermäßigen Radverschleiß war ein ungenügender Schmierfilm zwischen Schienenkopf und Spurkränzen der Fahrzeuge. Die Radsätze reprofilierte mangels eigener Kapazität die Werkstätte der Bremgarten-Dietikon-Bahn. Vom 26. bis zum 30. Januar 2019 war der Betrieb zwischen St. Gallen und Notkersegg eingestellt, nachdem es bereits am 23. Dezember 2018 und am 12. Januar 2019 auf dem gleichen Teilstück zu Stromausfällen kam. Hintergrund der Stromausfälle waren zu große Überspannungen beim elektrischen Bremsen bei der Durchfahrt der Tango-Züge am Übergang vom 1500-Volt- auf das 600-Volt-Netz beim Burggraben. Ursache war ein Software-Fehler bei den Zügen der Appenzeller Bahnen, die den Spannungswechsel automatisch erkennen sollten. 2019 beklagten Anwohner die starken, durch Kurvenkreischen verursachten Lärmbelastungen. Die AB versuchen, mit Optimierungen der Spurkranzschmierung das Kurvenkreischen zu verringern.

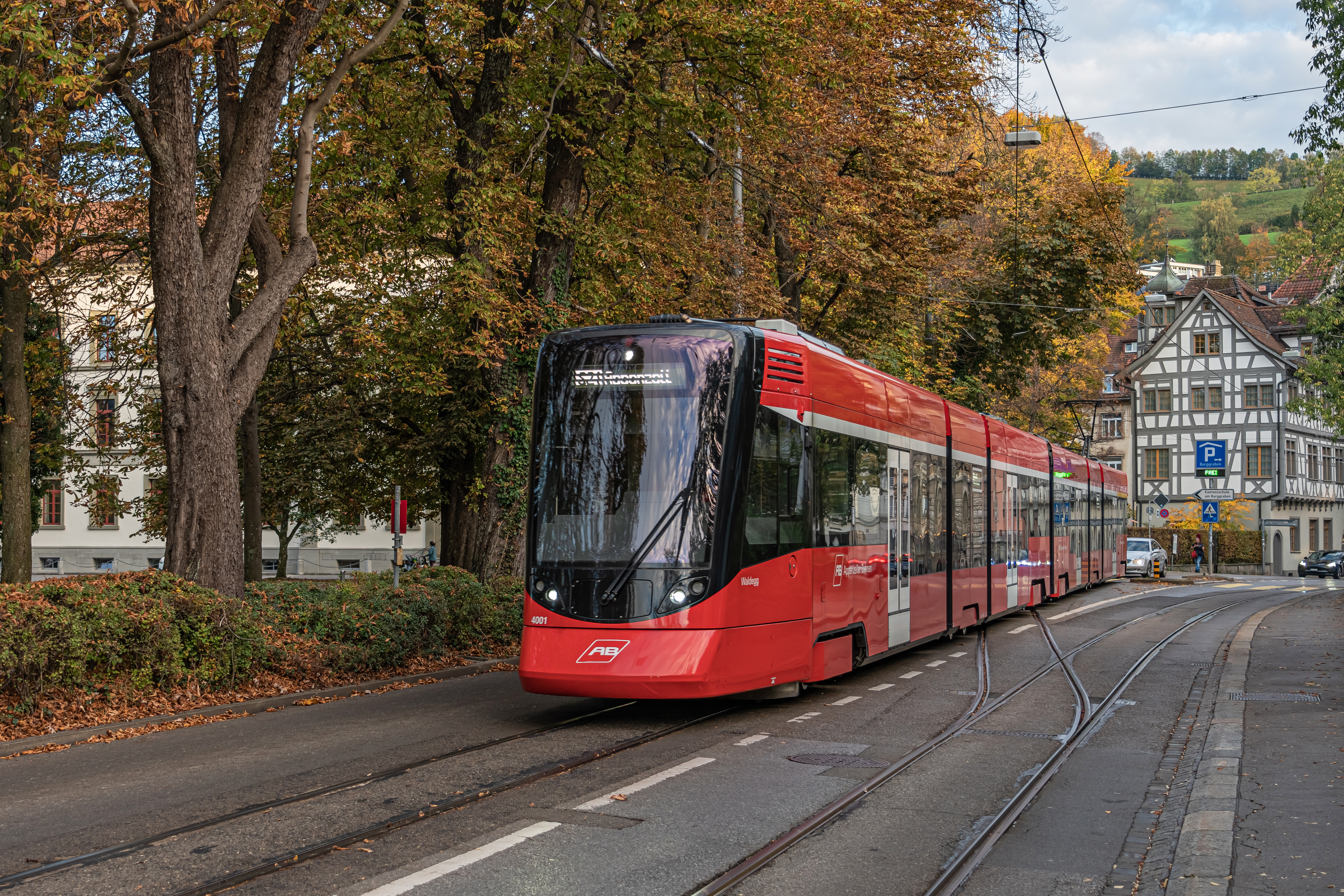
Tango ABe 8/12 in Innenstadtbereich St. Gallens
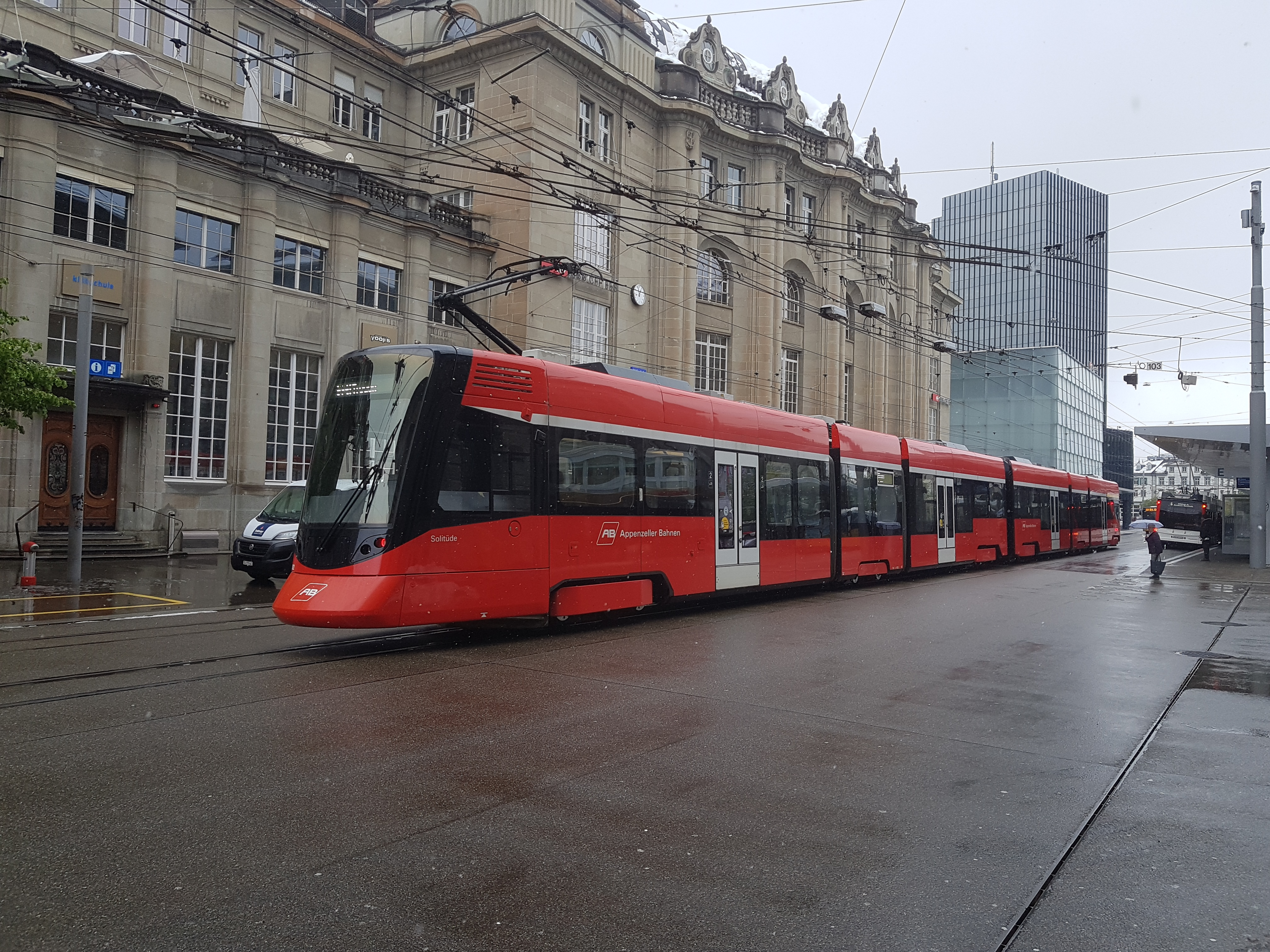
Tango ABe 8/12 am Bahnhof St. Gallen
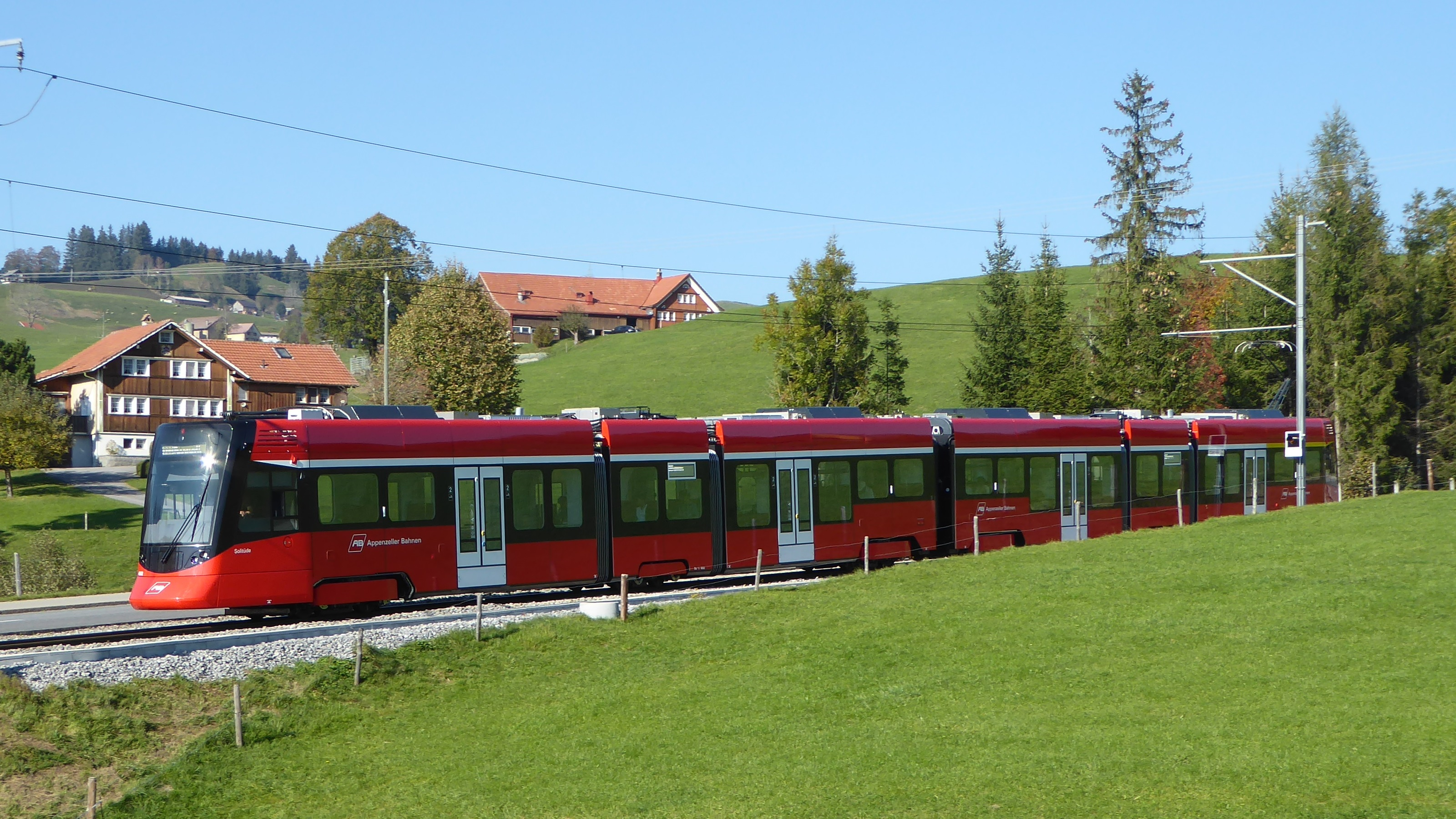
Tango ABe 8/12 zwischen Sammelplatz und Hirschberg
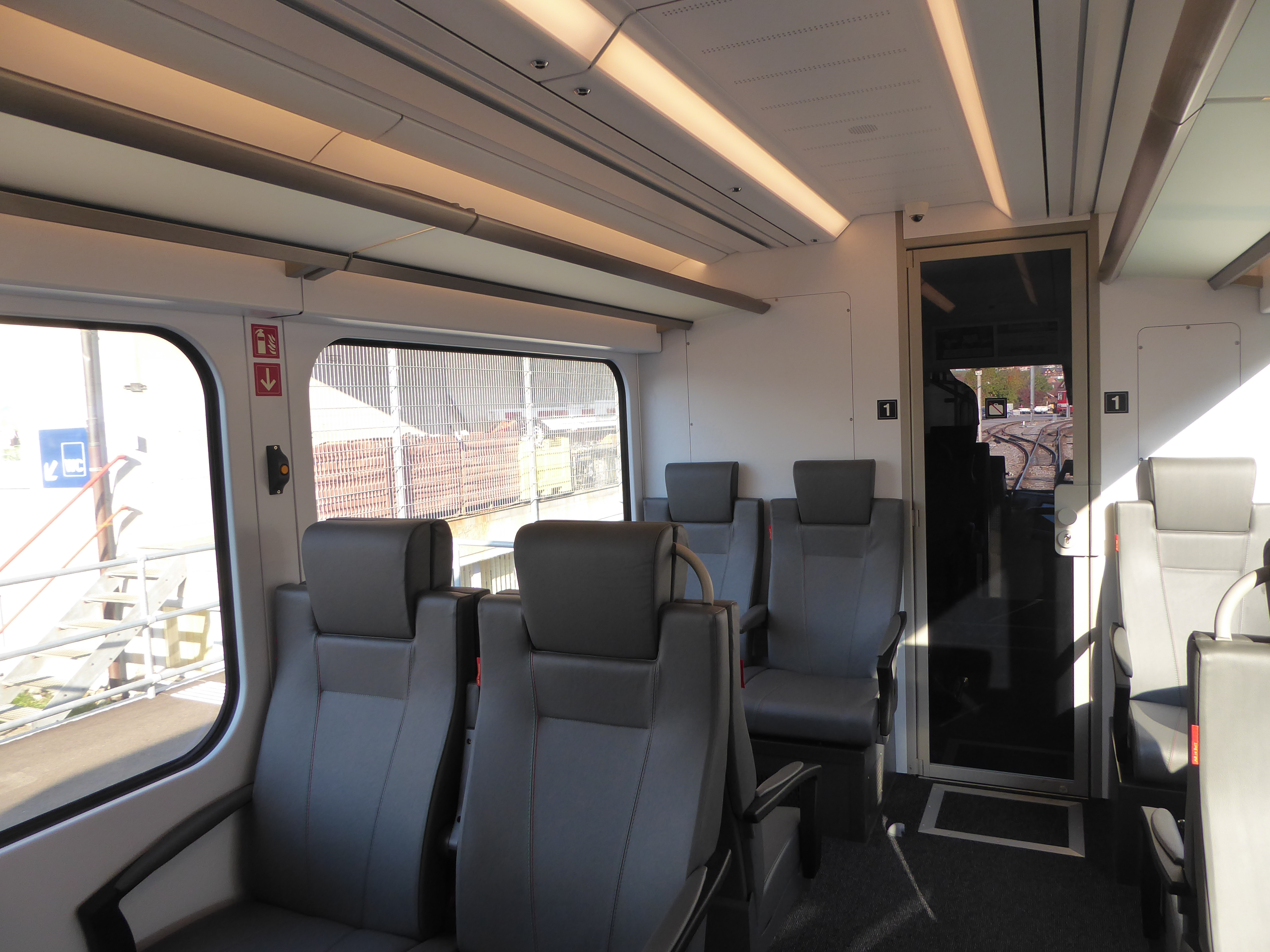
Abteil erster Klasse mit komfortabler 1 + 2-Bestuhlung
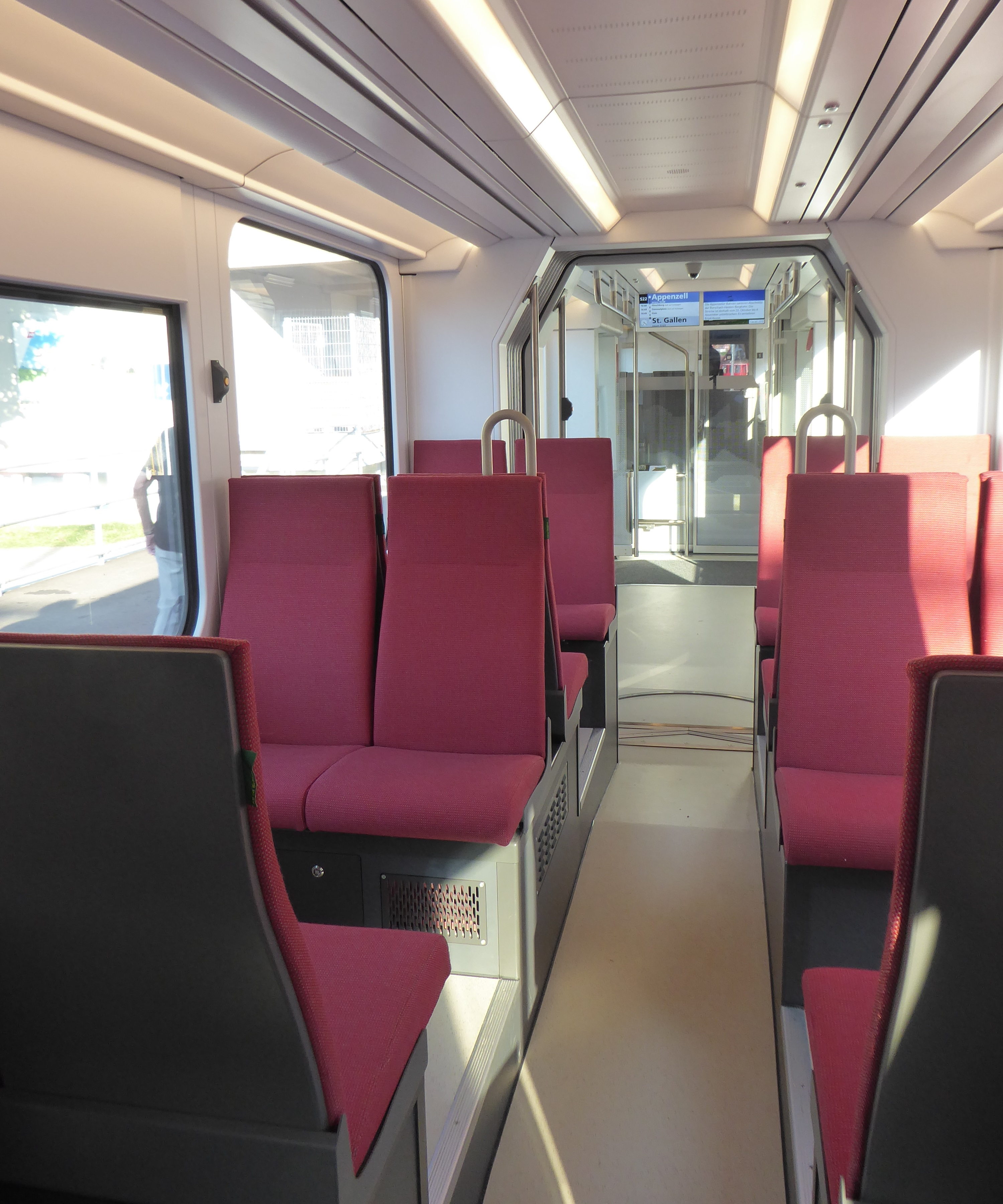
Abteil zweiter Klasse

| Namen  | Namen     | Namen      | Namen     | Namen        | Namen      | Namen     | Namen     | Namen        | Namen         | Namen     | Namen     |
| ------ | --------- | ---------- | --------- | ------------ | ---------- | --------- | --------- | ------------ | ------------- | --------- | --------- |
| Nummer | 4001/4101 | 4002/4102  | 4003/4103 | 4004/4104    | 4005/4105  | 4006/4106 | 4007/4107 | 4008/4108    | 4009/4109     | 4010/4110 | 4011/4111 |
| Name   | Waldegg ⊙ | Solitüde ⊙ | Ebenalp   | Hoher Kasten | Dreilinden | Kronberg  | Säntis    | Hohe Buche ⊙ | Vögelinsegg ⊙ | Gäbris    | Fähnern   |

### Krakau

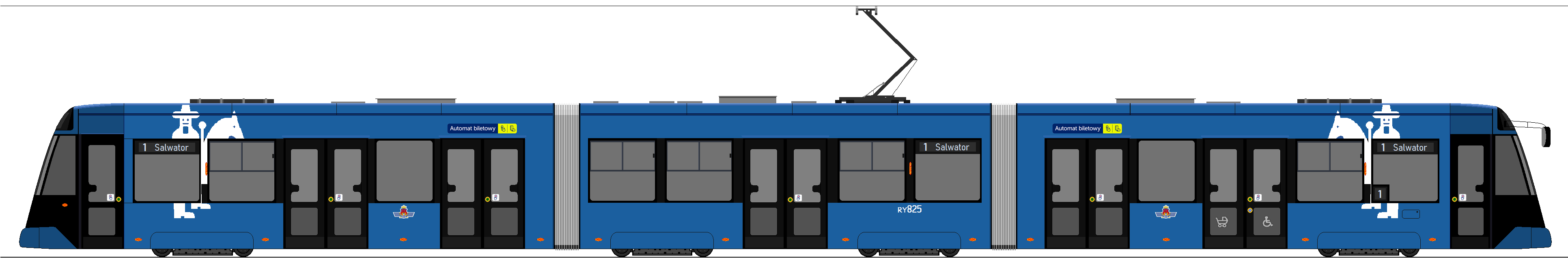
Typenskizze Tango „Lajkonik”

Am 16. Januar 2018 wurde mit der Straßenbahn Krakau ein Rahmenvertrag über die Lieferung von 50 Straßenbahnwagen „Lajkonik“ abgeschlossen. 2020 gingen die ersten Einheiten in den Fahrgastbetrieb.
Die dreiteiligen Tangofahrzeuge für Krakau sind 33,4 Meter lang.
Am 29. April 2020 wurde ein weiterer Vertrag über die Lieferung von 60 Trams „Lajkonik II“ unterzeichnet. Diese Serie wurde von November 2022 bis November 2023 ausgeliefert. Vier Wagen erhielten testweise Batterien für oberleitungslosen Betrieb.
Die Namensgebung nimmt Bezug auf den Krakauer Lajkonik, einer folkloristischen Reiterfigur. Der Lajkonik ist im Außen- und Innendesign der Fahrzeuge präsent.

## Nachfolgefahrzeuge
Die „Lajkonik“ der Stadt Krakau dürften die letzten der Bauart Tango sein. Zu Beginn des Jahrs 2021 gab Stadler bekannt, eine „Straßenbahnen der nächsten Fahrzeug-Generation“ entwickelt zu haben, die vom Hersteller als Tina bezeichnet werden. Diese Fahrzeuge der Baselland Transport (BLT) sind gleich konfiguriert wie die bisherigen Tango-Trams der BLT, jedoch im Gegensatz zu den Vorgängern von der ersten bis zur letzten Fahrgasttüre komplett niederflurig.

## Variantenübersicht
Die Abkürzungen der Betreiber sind mit dem entsprechenden Abschnitt im Kapitel Betreiber und Einsatzgebiete verlinkt.
| Betreiber:                                | Bogestra            | BLT                           | TPG                           | Rhônexpress         | SSB                    | SSB       | Aarhus               | AB                                                                | Krakau           |
| Stadt:                                    | Bochum, Herne       | Basel                         | Genf                          | Lyon                | Stuttgart              | Stuttgart | Aarhus               | St. Gallen                                                        | Krakau           |
| Bauartbezeichnung:                        |                     | Be 6/10                       | Be 6/10                       |                     | DT 8.12/8.14/8.15      | DT 8.16   |                      | Be 4/6 + ABe 4/6                                                  |                  |
| Nummerierung:                             | 6026–6031 6241–6246 | 151–169 171–189               | 1801–1819 1820–1832 1833–1841 | 101–106             | 3501–3540 3541–3580    |           | 2101–2112            | 4001–4011 4101–4111                                               |                  |
| Herstellerwerk:                           | Pankow              | Altenrhein Bussnang           | Bussnang Altenrhein           | Pankow              | Pankow                 |           | Altenrhein           | Altenrhein (Entwicklung) Bussnang (Herstellung, Inbetriebsetzung) | Siedlce          |
| Anzahl:                                   | 6 + 6               | 38                            | 41                            | 6                   | 60                     | 40        | 12                   | 11                                                                | 110              |
| Baujahre:                                 | 2007 + 2020–2021    | 2008–2009 2011–2012 2015–2016 | 2011–2012 2016–2017 2020–2021 | 2009–2010           | ab 2012                | ab 2024   | 2017                 | 2018–2019                                                         | 2020–2023        |
| Achsformel:                               | Bo’2’Bo’            | Bo’2’Bo’2’Bo’                 | Bo’2’Bo’2’Bo’                 | Bo’2’Bo’            | Bo’Bo’+Bo’Bo’          |           | Bo’2’2’Bo’           | Bo’2’Bo’+Bo’2’Bo’                                                 | Bo’2’2’Bo’       |
| Anzahl Module:                            | 3                   | 6                             | 6                             | 3                   | 2                      |           | 3                    | 2 × 3                                                             | 3                |
| Spurweite:                                | 1435 mm             | 1000 mm                       | 1000 mm                       | 1435 mm             | 1435 mm                | 1435 mm   | 1435 mm              | 1000 mm                                                           | 1435 mm          |
| Ein-/Zweirichtungsfahrzeug:               | ⇄                   | →                             | ⇄                             | ⇄                   | ⇄                      |           | ⇄                    | ⇄                                                                 | →                |
| Länge über Kupplung:                      | 28,2 m              | 45,0 m                        | 44,0 m                        | 27,0 m              | 39,11 m                |           | 39,987 m             | 52,6 m                                                            | 33,4 m           |
| Breite:                                   | 2,65 m              | 2,30 m                        | 2,30 m                        | 2,55 m              | 2,65 m                 | 2,65 m    | 2,65 m               | 2,40 m                                                            | 2,40 m           |
| Höhe über Dachgeräten:                    | 3,65 m              | 3,51 m                        | 3,59 m                        | 3,68 m              | 3,715 m                |           | 3,65 m               | 3,72 m                                                            | 3,6 m            |
| Bremse:                                   |                     | hydraulisch                   |                               | hydraulisch         | Druckluft              |           |                      |                                                                   |                  |
| Kleinster Bogenradius:                    | 25 m                | 12 m                          | 20 m Depot: 18 m              | 25 m                | 50 m                   |           | 25 m                 | 25 m                                                              |                  |
| Längsdruckkraft:                          |                     | 200 kN                        | 200 kN                        |                     |                        |           |                      | 400 kN                                                            | 400 kN           |
| Leermasse:                                | 38,3 t              | 54 t                          | 57 t                          |                     | 59 t                   |           | 50 t                 | 87,0 t                                                            |                  |
| Höchstgeschwindigkeit:                    | 80 km/h             | 80 km/h                       | 70 km/h                       | 100 km/h            | 80 km/h                |           | 100 km/h             | 80 km/h                                                           | 70 km/h          |
| Dauerleistung:                            | 4 × 125 kW          | 6 × 125 kW                    | 6 × 125 kW                    | 4 × 125 kW          | 8 × 130 kW             |           | 4 × 110 kW           | 8 × 175 kW                                                        | 420 kW           |
| Treibraddurchmesser (neu): Laufrad (neu): | 740 mm              | 680 mm 560 mm                 | 680 mm 560 mm                 | 720 mm 650 mm       | 740 mm                 |           | 650 mm               | 680 mm 580 mm                                                     | 600 mm           |
| Stromsystem:                              | 750 V =             | 600 V =, 750 V =              | 600 V =                       | 600 V =             | 750 V =                | 750 V =   | 750 V =              | 1500 V =, 600 V =                                                 | 600 V =          |
| Sitzplätze 1. Klasse: 2. Klasse:          | – 60 + 6 Klappsitze | – 101                         | – 80                          | – 72 + 4 Klappsitze | – 106 inkl. Klappsitze |           | – 96 + 12 Klappsitze | 12 111 + 24 Klappsitze                                            | – 82             |
| Stehplätze (4 Pers./m²):                  | 109                 | 167                           | 181                           | 75                  | 146                    |           | 148                  | 218                                                               | 139              |
| Niederfluranteil:                         | 0 %                 | 75 %                          | 75 %                          | 70 %                | 0 %                    |           | 100 %                | 59 %                                                              |                  |
| Fußbodenhöhe Niederflur: Hochflur:        | – 1000 mm           | 320 mm 370 mm                 | 320 mm 370 mm                 | 350 mm              | – 1000 mm              |           | 390 mm –             | 350 mm 870 mm                                                     | 370 – 480 590 mm |
| Anzahl Außentüren:                        | 4 je Seite          | 8                             | 6 je Seite                    | 2 je Seite          | 4 je Seite             |           | 3 je Seite           | 4 je Seite                                                        | 7                |
| Besonderheiten:                           |                     | Klimaanlage                   | Klimaanlage                   | Klimaanlage         | Klimaanlage            |           | Klimaanlage          | Klimaanlage                                                       | Klimaanlage      |
| Quelle:                                   | [ 16 ] [ 61 ]       | [ 62 ]                        | [ 63 ]                        | [ 24 ]              | [ 29 ]                 |           | [ 13 ]               | [ 39 ]                                                            | [ 54 ]           |